# Liste der Baudenkmäler in Hof (Saale)
Auf dieser Seite sind die Baudenkmäler in der oberfränkischen kreisfreien Stadt Hof zusammengestellt. Diese Tabelle ist eine Teilliste der Liste der Baudenkmäler in Bayern. Grundlage ist die Bayerische Denkmalliste, die auf Basis des Bayerischen Denkmalschutzgesetzes vom 1. Oktober 1973 erstmals erstellt wurde und seither durch das Bayerische Landesamt für Denkmalpflege geführt wird. Die folgenden Angaben ersetzen nicht die rechtsverbindliche Auskunft der Denkmalschutzbehörde.

In dieser Kartenansicht sind Baudenkmäler ohne Koordinaten mit einem roten bzw. orangen Marker dargestellt und können in der Karte gesetzt werden. Baudenkmäler ohne Bild sind mit einem blauen bzw. roten Marker gekennzeichnet, Baudenkmäler mit Bild mit einem grünen bzw. orangen Marker.

## Ensembles

### Sankt-Lorenz-Hügel

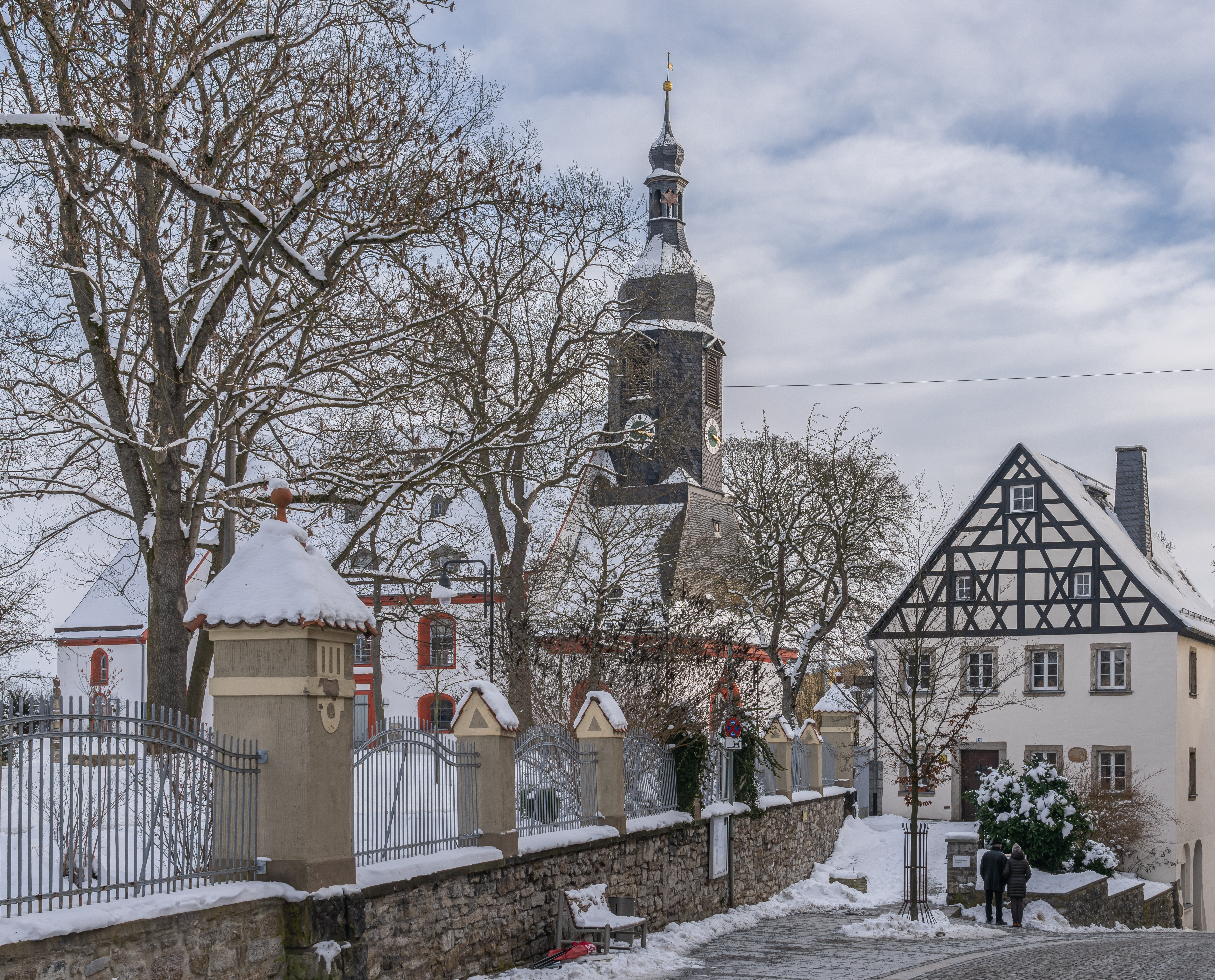
Die Lorenzkirche in Hof an der Saale weitere Bilder

Der Hügel von St. Lorenz (Lage) bezeichnet, zusammen mit der von ihm beherrschten Senke der heutigen Pfarr, den ältesten Siedlungskern von Hof. Durch die als Bachtal anzunehmende Pfarr verlief der Saumpfad, an dem sich die erste Furtansiedlung ausbildete. Über diesem Rastort und ihm zugeordnet stand auf der Erhöhung des Klausenbergs die Burg der Ministerialen von Regnizi und die Pfarrkirche von St. Lorenz, beide im 12. Jahrhundert zum ersten Mal bezeugt. Diese topographisch und siedlungshistorisch markante Stelle bietet heute noch ein suggestives Gesamtbild: gegen die ansteigende Lorenzstraße und die tief liegende Pfarr ist die Erhöhung durch eine Böschungsmauer abgestützt, an der eine Treppe entlangläuft; wie auf einem Plateau steht die Lorenzkirche innerhalb des baumbestandenen, ehemaligen Lorenzfriedhofes; am Hang, gegen die Lorenzstraße steht das alte Schulhaus, ihm schräg gegenüber die alte Pfarr (Inkurabel); letztere bezeichnet die Stelle, an der der Hof vermutet wird, von dem die Stadt ihren Namen erhalten hat. Aktennummer: E-4-64-000-1.

### Ludwig-, Klosterstraße und Maxplatz

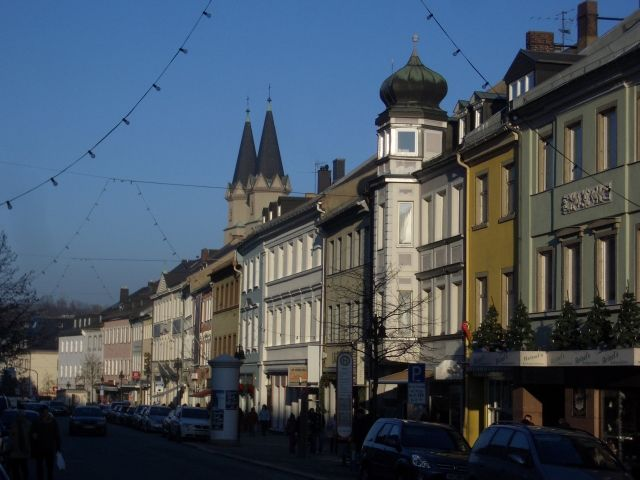
Die Ludwigstraße in Hof an der Saale

Die T-förmig aufeinanderstoßenden Ludwig- und Klosterstraße (Lage) bilden als breite Platzstraßen das räumliche Binnengerüst der Hofer Neustadt, die in der ersten Hälfte des 13. Jahrhunderts durch die Herzöge von Andechs-Meranien neben einer bestehenden Marktsiedlung (Altstadt) planmäßig angelegt wurde. Die Neustadt ist auf einem Bergsporn innerhalb einer Saale-Schleife errichtet. Die Ludwigstraße, das Rückgrat der Neugründung, folgt als breite Marktstraße in einer von Süden nach Norden abfallenden Kurvung dem Höhengrat des Bergsporns; sie führte ehedem vom Oberen zum Unteren Tor. Die von ihr nach Westen abzweigende Klosterstraße stellt als blinder Fortsatz, der nie zu einem Stadttor geführt hat, ihre Ergänzung dar und bildet mit ihr zusammen ein geschlossenes Marktstraßensystem, das als für die altbayerische Stadt der Gotik typisch angesehen werden kann. An der Nahtstelle beider Straßen steht sinngemäß das Rathaus. Diese Straßenführung sowie die zugehörige, schmale und tiefe Parzellierung wurden beim Wiederaufbau der Stadt nach dem großen Brand von 1823 im Wesentlichen beibehalten. Die bis dahin zum größten Teil noch giebelständigen und in der Biegung der Ludwigstraße gegeneinander versetzten Häuser wurden allerdings im Sinne des Klassizismus traufseitig und in begradigten Fluchten wiedererrichtet. Die teilweise über alten Grundmauern stehenden, neuen Bürgerhäuser veranschaulichen die vornehme Zurückhaltung biedermeierlicher Formgebung, die in erster Linie mit harmonischen Proportionverhältnissen arbeitet, Fläche und Kubus betont und nur sparsam mit Dekorationsmotiven umgeht. Das Ensemble ist in seiner geschlossenen, biedermeierlichen Erscheinungsweise in Bayern einzigartig (gründerzeitliche Brüche nur bei Klosterstraße 9 und Theaterstraße 4). Die Gelenkstelle beider Straßen wurde beim Wiederaufbau um 1825 durch den Architekten Georg Erhard Saher monumentalisiert: Die bis dahin hinter der östlichen Häuserzeile der Ludwigstraße verborgene Front der Stadtpfarrkirche wurde durch entsprechende Abbrüche freigelegt und als Abschlussprospekt der Klosterstraße inszeniert; dadurch bilden Kirche und Rathaus, auch Zeugen der allerersten Anfänge der Neugotik, mit ihren Türmen an diesem Schwerpunkt des Stadtorganismus eine Art „Stadtkrone“. – Die unmittelbar über dem Saale-Hochufer errichtete östliche Häuserzeile der Ludwigstraße bildet mit dem Hallenchor der Stadtpfarrkirche und den Türmen der „Stadtkrone“ in der Ansicht von Osten her eine wirksame Stadtsilhouette.
Aktennummer: E-4-64-000-2

### Weißenburg- und Liebigstraße

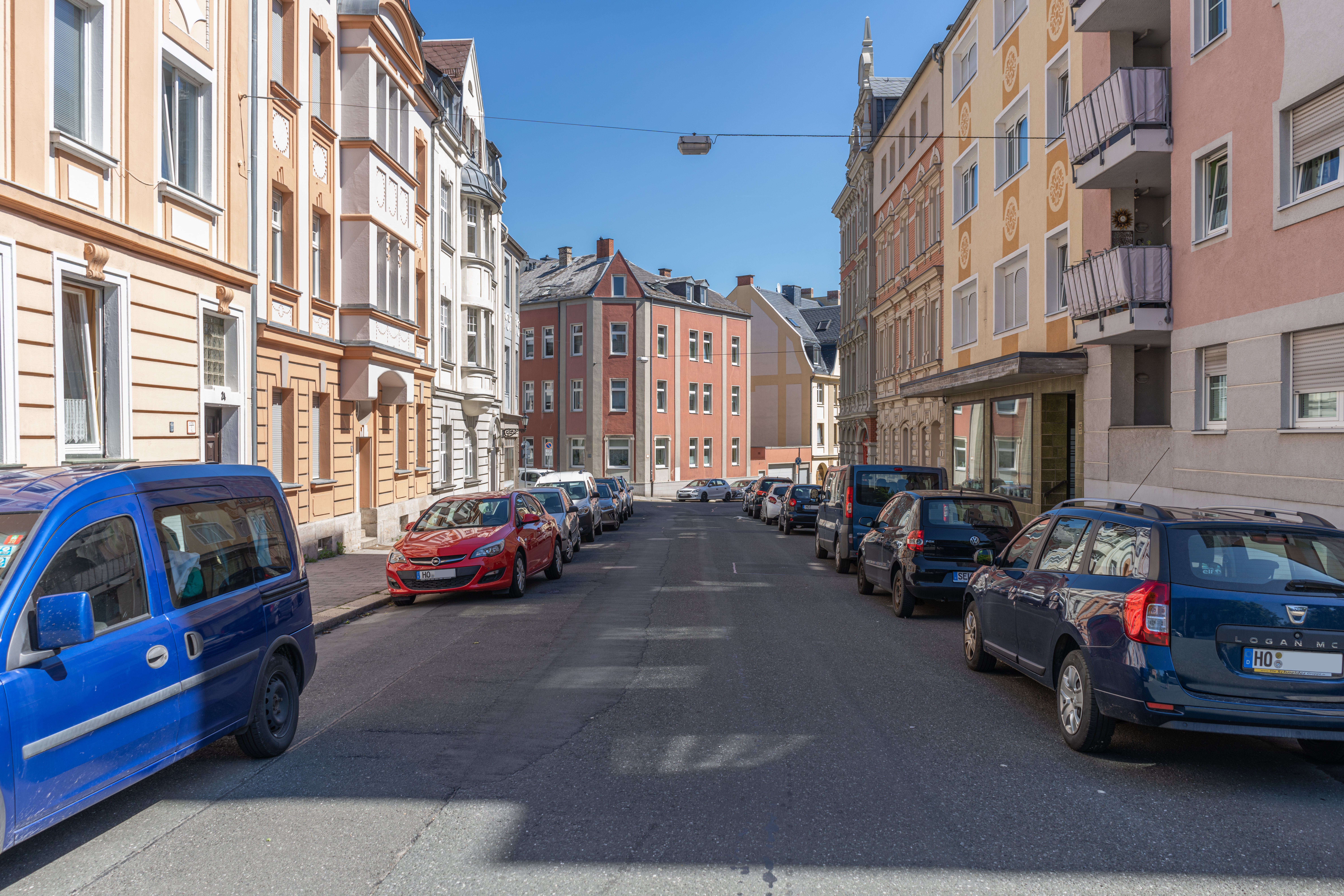
Ansicht in Liebigstraße

Die beiden im Winkel aufeinanderstoßenden Straßenzüge (Lage) sind einheitlich mit dreigeschossigen Mietshäusern des Jugendstils bebaut. Die Bebauung der Weißenburgstraße stammt vom Bauunternehmer und Architekten Jakob Brabek, diejenige der Liebigstraße von Emil Schrenk. Die mit Erkern und Zwerchhausgiebeln belebten und zum Teil mit Flachreliefmustern verzierten Häuser entstanden zwischen 1906 und 1911. Aktennummer: E-4-64-000-4.

## Stadtbefestigung
| Lage                                                                                      | Objekt                     | Beschreibung | Akten-Nr.               | Bild                 |
| ----------------------------------------------------------------------------------------- | -------------------------- | --- | ----------------------- | -------------------- |
| Auguststraße 16, 36; Ludwigstraße 81, 83, 87; Nähe Fischergasse; Nähe Rähmberg (Standort) | Stadtbefestigung           | Zugleich mit der Anlage der Neustadt seit der Mitte des 13. Jahrhunderts entstanden im Verlauf der heutigen Straßen Graben, Sigmundsgraben, Lessingstraße, Poststraße, Rähmberg. Die Tore an beiden Enden der Ludwigstraße wurden im 19. Jahrhundert abgebrochen. Von der in ihrer Substanz dem 16. Jahrhundert angehörenden Stadtmauer sind Reste erhalten; vgl. dazu Auguststraße 12, 16, 22, Gymnasiumsplatz 6, Karolinenstraße 3, Klostertor 2, 3, 5, Ludwigstraße 81, 83, 85, 87, Oberes Tor 6, Schultor 2, Sigmundsgraben 33, 35, 37, Theaterstraße 2 | D-4-64-000-1 Wikidata   | BW                   |
| Auguststraße 12 (Standort)                                                                | Rest der Stadtmauer        | 16. Jahrhundert, Bruchsteinmauer, mit Lichtschlitz | D-4-64-000-13 Wikidata  | BW                   |
| Auguststraße 12, 16, Karolinenstraße 3 (Standort)                                         | Reste der Stadtmauer       | Zwischen Auguststraße und Sigmundgraben bis einschließlich Kinderspielplatz, 16. Jahrhundert, teilweise geböschte Bruchsteinmauer, teilweise überbaut, mit Schießscharten | D-4-64-000-1 Wikidata   | Reste der Stadtmauer |
| Gymnasiumsplatz 6 (Standort)                                                              | Teil der Stadtmauer        | 16. Jahrhundert, zugleich Substruktion und Erdgeschoss des Hauses zum Sigmundsgraben und des anschließenden Schulhofs | D-4-64-000-50 Wikidata  | weitere Bilder       |
| Karolinenstraße 3 (Standort)                                                              | Wohnhaus                   | Zweigeschossiger Walmdachbau, teilweise modern aufgestockt, Korbbogentor mit gefelderter Rahmung, um 1825; Rest der Stadtmauer, Bruchstein, 16. Jahrhundert | D-4-64-000-54 Wikidata  | BW                   |
| Klostertor 2 (Standort)                                                                   | Rest der Stadtmauer        | 16. Jahrhundert, mit Schießscharten und drei Spitzbogennischen; siehe auch Theaterstraße 2 | D-4-64-000-83 Wikidata  | BW                   |
| Klostertor 3 (Standort)                                                                   | Rest der Stadtmauer        | 16. Jahrhundert | D-4-64-000-84 Wikidata  | Rest der Stadtmauer  |
| Ludwigstraße 81, 83, 85, 87 (Standort)                                                    | Reste der Stadtmauer       | 16. Jahrhundert; in den jeweiligen Hinterhäusern | D-4-64-000-1 Wikidata   | BW                   |
| Oberes Tor 6 (Standort)                                                                   | Rest der Stadtmauer        | 16. Jahrhundert; in Hof und Garagenbau, Schichtmauerwerk in Bruchstein, in viereckigem Verlauf (Turm?) | D-4-64-000-156 Wikidata | BW                   |
| Sigmundsgraben 33, 35, 37 (Standort)                                                      | Reste der Stadtbefestigung | 16. Jahrhundert; jeweils im Hof | D-4-64-000-1 Wikidata   | BW                   |
| Theaterstraße 2, 4 (Standort)                                                             | Rest der Stadtmauer        | Bruchsteinmauer mit Strebepfeilern und Fenstern; im Hof | D-4-64-000-196 Wikidata | Rest der Stadtmauer  |

## Baudenkmäler nach Stadtvierteln und Stadtteilen
Zuerst werden die Baudenkmäler im historischen Zentrum der Stadt Hof vorgestellt. Es folgt die alphabetische Liste weiterer Stadtviertel und Stadtteile.

### Neustadt

#### Auguststraße
| Lage                       | Objekt              | Beschreibung | Akten-Nr.              | Bild                |
| -------------------------- | ------------------- | --- | ---------------------- | ------------------- |
| Auguststraße 1 (Standort)  | Rundbogentor        | Mit gefelderter Rahmung, Granit, um 1825; vgl. Ensemble Ludwig-/Klosterstraße                                                                                                | D-4-64-000-8 Wikidata  | Rundbogentor        |
| Auguststraße 6 (Standort)  | Wohnhaus            | Zweigeschossiger und traufständiger Halbwalmdachbau mit Werksteingliederungen, nach Nordosten traufständiger Seitenflügel mit rundbogiger Hofeinfahrt, um 1825               | D-4-64-000-10 Wikidata | Wohnhaus            |
| Auguststraße 8 (Standort)  | Wohnhaus            | Zweigeschossiger und traufständiger Satteldachbau mit Rundbogentor und Zwerchgiebel, um 1825                                                                                 | D-4-64-000-11 Wikidata | Wohnhaus            |
| Auguststraße 10 (Standort) | Wohnhaus            | Zweigeschossiger und traufständiger Satteldachbau mit Fensterrahmungen, Tor und Biedermeier-Torflügel, um 1825                                                               | D-4-64-000-12 Wikidata | Wohnhaus            |
| Auguststraße 12 (Standort) | Wohnhaus            | Zweigeschossiger und traufständiger Satteldachbau mir Rundbogentor, um 1825                                                                                                  | D-4-64-000-13 Wikidata | Wohnhaus            |
| Auguststraße 15 (Standort) | Wohnhaus            | Zweigeschossiger und traufständiger Satteldachbau mir Rundbogentor und biedermeierliches Doppelflügeltor, um 1825                                                            | D-4-64-000-14 Wikidata | Wohnhaus            |
| Auguststraße 20 (Standort) | Wohnhaus            | Zweigeschossiger und traufständiger Satteldachbau mit Rundbogentor, um 1825                                                                                                  | D-4-64-000-16 Wikidata | Wohnhaus            |
| Auguststraße 21 (Standort) | Wohnhaus            | Über zwei Hofstätten, zweigeschossiges und traufständiges Halbwalmdach mit übergiebelter Mittelrisalit und Portal, bezeichnet „1825“ (?), rückseitig zweigeschossiger Flügel | D-4-64-000-17 Wikidata | Wohnhaus            |
| Auguststraße 24 (Standort) | Wohnhaus in Ecklage | Zweigeschossiger Walmdachbau mit Rundbogentor, um 1825 | D-4-64-000-19 Wikidata | Wohnhaus in Ecklage |

#### Bürgerstraße
| Lage                       | Objekt                | Beschreibung | Akten-Nr.              | Bild           |
| -------------------------- | --------------------- | --- | ---------------------- | -------------- |
| Bürgerstraße 1 (Standort)  | Wohnhaus              | Schmal-länglicher dreigeschossiger Eckbau mit halbem Walmdach, bezeichnet „1825“; vgl. Ensemble Ludwig-/Klosterstraße                             | D-4-64-000-33 Wikidata | Wohnhaus       |
| Bürgerstraße 2 (Standort)  | Wohnhaus              | Schmal-länglicher dreigeschossiger Walmdachbau, um 1825, Risalit mit Pilastergliederung und Zwerchgiebel 1910                                     | D-4-64-000-34 Wikidata | weitere Bilder |
| Bürgerstraße 2 (Standort)  | Wappenkartusche       | Bezeichnet „1697“, Bauinschrift der Apotheke, bezeichnet „1697“                                                                                   | D-4-64-000-34 Wikidata | weitere Bilder |
| Bürgerstraße 7 (Standort)  | Torrahmung mit Ohrung | 18. Jahrhundert, Biedermeier-Türflügel, um 1825                                                                                                   | D-4-64-000-36 Wikidata | weitere Bilder |
| Bürgerstraße 15 (Standort) | Wohnhaus              | Zweigeschossiger und traufständiger Satteldachbau mit übergiebeltem Mittelrisalit und Rundbogentor, Werksteingliederungen, 1825                   | D-4-64-000-38 Wikidata | weitere Bilder |
| Bürgerstraße 16 (Standort) | Wohnhaus              | Zweigeschossiges Eckhaus mit Walmdach, Eckquaderung und Gesimsgliederung, nach Norden zweigeschossiger Flügel mit Walmdach und Kniestock, um 1825 | D-4-64-000-39 Wikidata | weitere Bilder |
| Bürgerstraße 18 (Standort) | Wohnhaus              | Um 1825, zweiflügeliges Eckhaus, zweigeschossig, Mansardwalmdach, Rundbogentor mit profiliertem Kämpfer                                           | D-4-64-000-40 Wikidata | weitere Bilder |
| Bürgerstraße 24 (Standort) | Wohnhaus              | Zweigeschossiger und traufständiger Satteldachbau, Türrahmung mit Schultersturz und Biedermeierflügel, um 1825                                    | D-4-64-000-41 Wikidata | BW             |

#### Fischergasse
| Lage                                     | Objekt   | Beschreibung                                                                                              | Akten-Nr.               | Bild     |
| ---------------------------------------- | -------- | --- | ----------------------- | -------- |
| Fischergasse 5 (Standort)                | Wohnhaus | Zweigeschossiger und traufständiger Satteldachbau, Türrahmung mit Sturzverdachung, 1875                   | D-4-64-000-269 Wikidata | BW       |
| Fischergasse 12 (Standort)               | Wohnhaus | Zweigeschossiger und traufständiger Satteldachbau mit Zwerchhaus und profilierten Fensterstöcken, um 1890 | D-4-64-000-249 Wikidata | Wohnhaus |
| Fischergasse 18; Oberes Tor 5 (Standort) | Wohnhaus | Dreigeschossiger und traufständiger Satteldachbau, Portalrahmung mit Schultersturz, 18./19. Jahrhundert   | D-4-64-000-44 Wikidata  | Wohnhaus |
| Fischergasse 20 (Standort)               | Wohnhaus | Dreigeschossiger und traufständiger Satteldachbau, Portalrahmung mit Schultersturz, 18./19. Jahrhundert   | D-4-64-000-45           | Wohnhaus |

#### Goethestraße
| Lage                      | Objekt                                             | Beschreibung | Akten-Nr.               | Bild                                               |
| ------------------------- | -------------------------------------------------- | --- | ----------------------- | -------------------------------------------------- |
| Goethestraße 1 (Standort) | Stadtbauamt; Ehemalige Allgemeine Ortskrankenkasse | Drei- bzw. viergeschossiger und Walmdachbau mit betonter Erdgeschoss-Front zur Straße, seitliches Portal mit spitzwinkliger Hausteinrahmung, 1930 von Gustav Heinze, Hof; mit Ausstattung | D-4-64-000-270 Wikidata | Stadtbauamt; Ehemalige Allgemeine Ortskrankenkasse |

#### Graben
| Lage                                                                   | Objekt                                                                                          | Beschreibung | Akten-Nr.               | Bild     |
| ---------------------------------------------------------------------- | ----------------------------------------------------------------------------------------------- | --- | ----------------------- | -------- |
| Graben 35 (Standort)                                                   | Wohnhaus                                                                                        | Langgestreckter zweigeschossiger und traufständiger Krüppelwalmdachbau über hohem Kellergeschoss, Portalrahmung mit Sprenggiebel, geohrte Fensterrahmungen, rückseitig Treppenturm und Zwerchhaus, 18. Jahrhundert | D-4-64-000-49 Wikidata  | Wohnhaus |
| Nähe Graben; in der unteren Gartenmauer, zu Ludwigstraße 37 (Standort) | Reliefstein, Vermutlich Grabstein bzw. Epitaph eines evangelischen Pfarrers mit Mühlsteinkragen | Sandstein, 16. Jahrhundert | D-4-64-000-127 Wikidata | BW       |

#### Gymnasiumsplatz
| Lage                         | Objekt                                                          | Beschreibung | Akten-Nr.              | Bild           |
| ---------------------------- | --------------------------------------------------------------- | --- | ---------------------- | -------------- |
| Gymnasiumsplatz 6 (Standort) | Altes Gymnasium, ehemaliges Sommerhaus des Franziskanerklosters | Dreigeschossiger Walmdachbau mit Dachreiter, geohrte Türrahmungen, zweites Obergeschoss als Attika, im Kern 15. Jahrhundert, 1543–1546 aufgestockt, bezeichnet „1746“, damals einheitlich gestaltet | D-4-64-000-50 Wikidata | weitere Bilder |

#### Karolinenstraße
| Lage                          | Objekt   | Beschreibung | Akten-Nr.              | Bild     |
| ----------------------------- | -------- | --- | ---------------------- | -------- |
| Karolinenstraße 3 (Standort)  | Wohnhaus | Zweigeschossiger Walmdachbau, teilweise modern aufgestockt, Korbbogentor mit gefelderter Rahmung, um 1825 | D-4-64-000-54 Wikidata | BW       |
| Karolinenstraße 14 (Standort) | Wohnhaus | Zweigeschossiger und traufständiger Halbwalmdachbau, Korbbogentor mit gefelderter Rahmung, um 1825 | D-4-64-000-57 Wikidata | Wohnhaus |
| Karolinenstraße 16 (Standort) | Wohnhaus | Zweigeschossiges und traufständiges Satteldachhaus, Rundbogentor mit gefelderter Rahmung, im Kern 18. Jahrhundert, um 1825 erneuert                                                                                       | D-4-64-000-58 Wikidata | Wohnhaus |
| Karolinenstraße 20 (Standort) | Wohnhaus | Zweigeschossiges Eckhaus mit Walmdach, Risaliten und Zwerchgiebeln, um 1825; Gedenktafel für Heinrich Gerber (1832–1912)                                                                                                  | D-4-64-000-59 Wikidata | Wohnhaus |
| Karolinenstraße 21 (Standort) | Wohnhaus | Zweigeschossiger und traufständiger Flachsatteldachbau mit Mittelrisalit, um 1825 | D-4-64-000-60 Wikidata | Wohnhaus |
| Karolinenstraße 22 (Standort) | Wohnhaus | Zweigeschossiger und traufständiger, Flachsatteldach mit übergiebeltem Mittelrisalit, um 1825 | D-4-64-000-61 Wikidata | Wohnhaus |
| Karolinenstraße 28 (Standort) | Wohnhaus | Zweigeschossiges und zweiflügeliges Eckhaus, übergiebelter flacher Mittelrisalit, nach Brandzerstörung 1642 Wiederaufbau 1772, um 1825 Umbauten, Rundbogentor mit gefelderter Rahmung, bezeichnet „1772“; im Hof Anbauten | D-4-64-000-62 Wikidata | Wohnhaus |
| Karolinenstraße 30 (Standort) | Wohnhaus | Schmal-längliches zweigeschossiges Eckhaus mit Walmdach, zur Schloßgasse auf Segmentbögen vorkragendes Obergeschoss und vierachsiges Zwerchhaus, 18. Jahrhundert                                                          | D-4-64-000-63 Wikidata | Wohnhaus |

#### Kirchplatz
| Lage                     | Objekt                                            | Beschreibung | Akten-Nr.               | Bild           |
| ------------------------ | ------------------------------------------------- | --- | ----------------------- | -------------- |
| Kirchplatz 2 (Standort)  | Wohnhaus                                          | Dreigeschossiges Eckhaus mit Mansarddach, rückseitig polygonaler Anbau mit Altane, um 1825, in der ehemaligen Hofmauer geohrte Türrahmung; vgl. Ensemble Ludwig-/Klosterstraße | D-4-64-000-65 Wikidata  | weitere Bilder |
| Kirchplatz 4 (Standort)  | Evangelisch-lutherische Pfarrkirche St. Michaelis | Dreischiffige Hallenkirche mit Empore, zur Stadt beherrschende Zweiturmfront mit trichterförmigem Mittelportal, Langhaus mit Krüppelwalm, Chor viergeschossig in städtebaulich beherrschender Lage über dem Graben, unter Sakristei überwölbter Durchgang zum Graben, nach Kapellenbau um 1230, Landhaus mit Turmfront 1380–1386, Chorbau und Verlängerung zum Graben 1480–1486, Erhöhung des Langhauses 1570–1572, Erhöhung der Türme 1581–1582, neugotische Erneuerung 1826–1834 durch Georg Erhard Saher; mit Ausstattung | D-4-64-000-66 Wikidata  | weitere Bilder |
| Kirchplatz 10 (Standort) | Wohnhaus                                          | Zweigeschossiges Walmdachhaus, Portal mit geohrter Rahmung, Zwerchhaus, rückseitig geohrte Fensterrahmungen, im Kern 18. Jahrhundert, um 1825 erneuert | D-4-64-000-271 Wikidata | weitere Bilder |

#### Klosterstraße
| Lage                                      | Objekt                                | Beschreibung | Akten-Nr.              | Bild                                  |
| ----------------------------------------- | ------------------------------------- | --- | ---------------------- | ------------------------------------- |
| Klosterstraße 1 (Standort)                | Rathaus                               | Dreigeschossiger Walmdachbau mit mittlerem Uhr- und Treppenturm, Schaufront mit Mittelnische und zwei runden Eckerkern, 1563–1566 von Nickel Hofmann, nach dem Stadtbrand von 1823 in neugotischen Formen wiederhergestellt von Georg Erhard Saher | D-4-64-000-67 Wikidata | weitere Bilder                        |
| Klosterstraße 2 (Standort)                | Einhornapotheke                       | Geschäfts- und Wohnhaus, dreigeschossiges Walmdachhaus in Ecklage, mit einachsigem Mittelrisalit und Portal mit Wappenaufsatz, um 1825; an der Ecke Einhorn, zweite Hälfte 19. Jahrhundert                                                         | D-4-64-000-68 Wikidata | Einhornapotheke                       |
| Klosterstraße 3 (Standort)                | Nebenbauten des Rathauses             | Dreigeschossiger Walmdachbau mit Fassaden mit Rundbogentoren und Mittelrisalit, um 1825, sonst 1977–1978 | D-4-64-000-69 Wikidata | Nebenbauten des Rathauses             |
| Klosterstraße 8 (Standort)                | Wohnhaus                              | Dreigeschossiger und traufständiger Satteldachbau, um 1825; Haustür, um 1930 | D-4-64-000-71 Wikidata | Wohnhaus                              |
| Klosterstraße 9 (Standort)                | Ehemalige Fleischbank                 | Dreigeschossiges Eckhaus mit Walmdach, Eckbetonung durch Risalite und Erker, Hofeinfriedung mit Eisenzaun, neugotisch, um 1900 | D-4-64-000-72 Wikidata | Ehemalige Fleischbank                 |
| Klosterstraße 10 (Standort)               | Wohnhaus                              | Dreigeschossiger und traufständiger Satteldachbau, im zweiten Obergeschoss bezeichnet „E.R.G.“, um 1825 | D-4-64-000-73 Wikidata | Wohnhaus                              |
| Klosterstraße 11 (Standort)               | Wohnhaus                              | Dreigeschossiges und traufständiges Satteldachhaus, um 1825 | D-4-64-000-74 Wikidata | BW                                    |
| Klosterstraße 12 (Standort)               | Wohnhaus                              | Dreigeschossiger und traufständiger Satteldachbau mit zwei Rundbogentoren und Zwerchhaus, um 1825 | D-4-64-000-75 Wikidata | Wohnhaus                              |
| Klosterstraße 16 (Standort)               | Wohnhaus                              | Dreigeschossiges und traufständiges Satteldachhaus, Rundbogentor mit gefelderter Rahmung, um 1825 | D-4-64-000-76 Wikidata | Wohnhaus                              |
| Klosterstraße 20 (Standort)               | Wohnhaus                              | Dreigeschossiger und traufständiger Satteldachbau, Rundbogentor mit gefelderter Rahmung, um 1825; rückseitig zweigeschossiger Anbau mit Pultdach, Rundbogentür mit gefastem Rahmen                                                                 | D-4-64-000-78 Wikidata | Wohnhaus                              |
| Klosterstraße 23; Neue Gasse 6 (Standort) | Wohnhaus                              | Dreigeschossiger Walmdachbau mit Rundbogentor, nach Süden zweigeschossiger Flügel mit Mansardhalbdach, im Kern 1787, erneuert | D-4-64-000-79 Wikidata | Wohnhaus                              |
| Klosterstraße 28 (Standort)               | Wohnhaus und Gaststätte Klosterkeller | Dreigeschossiges und traufständiges Satteldachhaus mit geohrten Fensterrahmungen und Rundbogentor mit gefelderter Rahmung, im Kern 18. Jahrhundert, Erscheinungsweise um 1825 und 1950/60                                                          | D-4-64-000-80 Wikidata | Wohnhaus und Gaststätte Klosterkeller |
| Klosterstraße 38 (Standort)               | Wohnhaus in Ecklage                   | Dreigeschossiges Walmdachhaus mit Volutengiebel, um 1825; Rückgebäude, zweigeschossiger Flachsatteldachbau, um 1825 | D-4-64-000-82 Wikidata | Wohnhaus in Ecklage                   |

#### Klostertor
| Lage                    | Objekt                                                                                 | Beschreibung | Akten-Nr.              | Bild           |
| ----------------------- | -------------------------------------------------------------------------------------- | --- | ---------------------- | -------------- |
| Klostertor 2 (Standort) | Ehemaliges Klarissenkloster, später Landgerichtsgefängnis, jetzt Diakonisches Werk Hof | 15./16. Jahrhundert; Zweiflügelanlage um einen Innenhof, Südflügel, zweigeschossiger und hofseitig geböschter Walmdachbau, im Erdgeschoss Flügel des ehemaligen Kreuzgangs, Ostflügel, zweigeschossiger Halbwalmdachbau mit Klostertor, im Erdgeschoss gewölbter Flügel des ehemaligen Kreuzgangs | D-4-64-000-83 Wikidata | weitere Bilder |

#### Lessingstraße
| Lage                                         | Objekt | Beschreibung | Akten-Nr.               | Bild |
| -------------------------------------------- | --- | --- | ----------------------- | --- |
| Lessingstraße 2 (Standort)                   | Schulhaus, ehemalige Heerdegen’sche Kinderrettungsanstalt | Zweigeschossiger und traufständiger Halbwalmdachbau mit Zwerchhäusern, 1849 von Peter Strunz, Innenumbauten des 19. Jahrhunderts, seit 1994 zur Schule Longoliusplatz 1 gehörig                             | D-4-64-000-334 Wikidata | Schulhaus, ehemalige Heerdegen’sche Kinderrettungsanstalt |
| Lessingstraße 2 (Standort)                   | Schulhaus | Stifterinschrift für Johann Michael Herdeegen 1855/1869 | D-4-64-000-334 Wikidata | BW |
| Lessingstraße 2; Longoliusplatz 1 (Standort) | Schulhaus, ehemalige „Höhere Schule für Mädchen“, ehemaliges Gebäude des städtischen Mädchengymnasiums, des heutigen Johann-Christian-Reinhart-Gymnasiums; nun Berufsoberschule | Zweiflügeliger und zweigeschossiger Walmdachbau mit kurzem Querflügel zur Lessingstraße, Eckturm mit welscher Haube, Risalite und Hausteingliederungen, Neurenaissance, 1900; verbunden mit Lessingstraße 2 | D-4-64-000-96 Wikidata  | Schulhaus, ehemalige „Höhere Schule für Mädchen“, ehemaliges Gebäude des städtischen Mädchengymnasiums, des heutigen Johann-Christian-Reinhart-Gymnasiums; nun Berufsoberschule |
| Lessingstraße 2; Longoliusplatz 1 (Standort) | Turnhalle | Eineinhalbgeschossiger Flachdachbau, mit Werksteingliederungen und Polygonalmauerwerk, Gerätehausanbau | D-4-64-000-96 Wikidata  | BW |
| Lessingstraße 2; Longoliusplatz 1 (Standort) | Schulhofeinfriedung | Mit Torpfeilern und Schmiedeeisenzaun, um 1900 | D-4-64-000-96 Wikidata  | BW |

#### Longoliusplatz
| Lage                                        | Objekt                           | Beschreibung | Akten-Nr.               | Bild                             |
| ------------------------------------------- | -------------------------------- | --- | ----------------------- | -------------------------------- |
| Longoliusplatz 3; Schloßplatz 10 (Standort) | Gaststätte, ehemaliges Lagerhaus | Eingeschossiger Mansardwalmdachbau mit geschwungen verdachtem Mittelrisalit mit geschwungenem Giebel, seitlich Treppenturm, nach Südosten eingeschossiger Werkstattanbau mit Frackdach, reduzierter Historismus, 1912 | D-4-64-000-250 Wikidata | Gaststätte, ehemaliges Lagerhaus |

#### Ludwigstraße
| Lage                                      | Objekt                                                     | Beschreibung | Akten-Nr.               | Bild                                                       |
| ----------------------------------------- | ---------------------------------------------------------- | --- | ----------------------- | ---------------------------------------------------------- |
| Ludwigstraße 1 (Standort)                 | Püttnersches Palais                                        | In der Form eines Stadtpalais, dreigeschossiger Mittelbau mit Walmdach, Balkon und übergiebeltem Mittelrisalit, zweigeschossige Flügel mit Sattel- und Halbwalmdach und Einfahrten; zweigeschossiger hofseitiger Anbau mit Halbwalmdach, 1802–1808; zum Maxplatz spitzbogiger Torbogen mit Felderung, erstes Viertel 19. Jahrhundert (vgl. nächster Eintrag) | D-4-64-000-102 Wikidata | weitere Bilder                                             |
| Ludwigstraße 1 (Standort)                 | Torbogen zum Püttnerschen Palais                           | Zum Maxplatz, spitzbogig, mit Felderung, erstes Viertel 19. Jahrhundert | D-4-64-000-102 Wikidata | weitere Bilder                                             |
| Ludwigstraße 2 (Standort)                 | Wohnhaus                                                   | Dreigeschossiges und traufständiges Halbwalmdachhaus in Ecklage, mit übergiebeltem Mittelrisalit und überwölbter Toreinfahrt, um 1825 | D-4-64-000-103 Wikidata | Wohnhaus                                                   |
| Ludwigstraße 3 (Standort)                 | Wohnhaus                                                   | Viergeschossiger und traufständiger Satteldachbau mit rundbogiger Einfahrt, um 1825, mit späterer Aufstockung | D-4-64-000-104 Wikidata | Wohnhaus                                                   |
| Ludwigstraße 4 (Standort)                 | Wohnhaus                                                   | Dreigeschossiger und traufständiger Satteldachbau mit übergiebeltem Mittelrisalit, um 1825, von Johann Wilhelm Baumann | D-4-64-000-105 Wikidata | Wohnhaus                                                   |
| Ludwigstraße 5 (Standort)                 | Wohnhaus                                                   | Dreigeschossiger und traufständiger Satteldachbau, mit übergiebeltem Mittelrisalit, Toreinfahrt und ornamentierten Gurtgliederungen, 1804 | D-4-64-000-106 Wikidata | Wohnhaus                                                   |
| Ludwigstraße 6 (Standort)                 | Wohnhaus                                                   | Dreigeschossiger und traufständiger Satteldachbau mit Rundbogentor und Gurtgliederung, klassizistisch, um 1825 | D-4-64-000-107 Wikidata | Wohnhaus                                                   |
| Ludwigstraße 7 (Standort)                 | Wohnhaus, ehemaliges Postamt                               | Dreigeschossiges Eckbau aus drei Baukörpern in ganzer Länge der Maxgasse: Hauptbau dreigeschossiges Walmdachhaus mit Hausteingliederungen, Mittelbau zur Maxgasse dreigeschossiger und traufständiger Satteldachbau, Ostflügel zum Maxplatz dreigeschossiger Flachwalmdach mit Attika, Mittelrisalit und zwei Einfahrtstore, um 1825; mit Ausstattung        | D-4-64-000-108 Wikidata | Wohnhaus, ehemaliges Postamt                               |
| Ludwigstraße 8 (Standort)                 | Wohnhaus                                                   | Dreigeschossiger und traufständiger Satteldachbau mit Rundbogentor, um 1825 | D-4-64-000-109 Wikidata | Wohnhaus                                                   |
| Ludwigstraße 10 (Standort)                | Wohnhaus                                                   | Dreigeschossiger und traufständiger Satteldachbau mit Rundbogentor, um 1825 | D-4-64-000-110          | Wohnhaus                                                   |
| Ludwigstraße 14 (Standort)                | Ehem. Gasthof Brandenburger Haus                           | Dreigeschossiger und traufständiger Mansarddachbau mit Mittelrisalit, Zwerchhaus und Portal, um 1825, Giebel und Bauschmuck im Mittelteil 1907 | D-4-64-000-111 Wikidata | Ehem. Gasthof Brandenburger Haus                           |
| Ludwigstraße 15 (Standort)                | Hotel                                                      | Dreigeschossiger und traufständiger Satteldachbau mit Rundbogenöffnungen, Fenstertüren und geohrten Fensterrahmungen, um 1825 | D-4-64-000-112 Wikidata | Hotel                                                      |
| Ludwigstraße 16, 18, 20 (Standort)        | Erinnerungstafel an den Ausbruch des Stadtbrandes von 1823 | Inschrift:„Hier brach am 4. September 1823 der Brand aus, der 262 Häuser samt Rathaus und Michaeliskirche vernichtete.“ | D-4-64-000-114 Wikidata | Erinnerungstafel an den Ausbruch des Stadtbrandes von 1823 |
| Ludwigstraße 20 (Standort)                | Wohnhaus                                                   | Dreigeschossiges und traufständiges Satteldachhaus, mit geohrtem und teilweise verändertem Portal, bezeichnet „1795“ | D-4-64-000-116 Wikidata | Wohnhaus                                                   |
| Ludwigstraße 21 (Standort)                | Geohrte Türrahmung mit Profilsturz                         | Haustein, bezeichnet „1824“ | D-4-64-000-117 Wikidata | Geohrte Türrahmung mit Profilsturz                         |
| Ludwigstraße 24 (Standort)                | Wohnhaus                                                   | Dreigeschossiges Eckhaus mit flachem Walmdach, geohrte Türrahmungen und Rundbogentor, um 1825 | D-4-64-000-120 Wikidata | Wohnhaus                                                   |
| Ludwigstraße 26 (Standort)                | Wohnhaus                                                   | Dreigeschossiger und traufständiger Satteldachbau mit Toreinfahrt und veränderten Zwerchgiebel, um 1825 | D-4-64-000-121 Wikidata | Wohnhaus                                                   |
| Ludwigstraße 27 (Standort)                | Wohnhaus                                                   | Dreigeschossiger und traufständiger Satteldachbau mit geohrten Fensterrahmungen, um 1825 | D-4-64-000-122 Wikidata | Wohnhaus                                                   |
| Ludwigstraße 28 (Standort)                | Wohnhaus                                                   | Dreigeschossiger und traufständiger Satteldachbau, um 1825 | D-4-64-000-123 Wikidata | Wohnhaus                                                   |
| Ludwigstraße 30 (Standort)                | Wohnhaus                                                   | Dreigeschossiger und traufständiger Satteldachbau, Erdgeschoss mit korbbogigen Schaufenstern, um 1825 | D-4-64-000-124 Wikidata | Wohnhaus                                                   |
| Ludwigstraße 33 (Standort)                | Wohnhaus                                                   | Dreigeschossiger und traufständiger Satteldachbau mit übergiebeltem Mittelrisalit, klassizistisch, um 1825, von Landbaumeister Püttner | D-4-64-000-125 Wikidata | Wohnhaus                                                   |
| Ludwigstraße 35 (Standort)                | Wohnhaus                                                   | Dreigeschossiger und traufständiger Satteldachbau mit Gesimsgliederung, um 1825 | D-4-64-000-126 Wikidata | Wohnhaus                                                   |
| Ludwigstraße 43 (Standort)                | Wohnhaus                                                   | Um 1825, dreigeschossig, traufständig, Satteldach, Horizontalgliederung mit Betonung des ersten Obergeschosses, südlich Einfahrtstor, Erdgeschoss durchgreifend modernisiert; Rückgebäude, dreigeschossiger und traufständiger Satteldachbau mit Rundbogenportal, klassizistisch, um 1825                                                                    | D-4-64-000-129 Wikidata | Wohnhaus                                                   |
| Ludwigstraße 45 (Standort)                | Rundbogiger Tordurchgang                                   | 18./19. Jahrhundert, mit rustiziertem Rahmen, Segmentbogengiebel und zwei seitlichen Kugelaufsätzen | D-4-64-000-189 Wikidata | Rundbogiger Tordurchgang                                   |
| Ludwigstraße 50 (Standort)                | Wohn- und Geschäftshaus                                    | Dreigeschossiger und traufständiger Satteldachbau, Mitte 19. Jahrhundert, mit älterem Kern | D-4-64-000-253 Wikidata | Wohn- und Geschäftshaus                                    |
| Ludwigstraße 51 (Standort)                | Wohnhaus                                                   | Dreigeschossiger und traufständiger Satteldachbau mit Mittelrisalit und Eckpilastern, um 1825 | D-4-64-000-130 Wikidata | Wohnhaus                                                   |
| Ludwigstraße 55 (Standort)                | Wohnhaus                                                   | Dreigeschossiger und traufständiger Satteldachbau mit Reliefbrüstung, um 1825; mit Ausstattung Rückgebäude, dreigeschossiger und traufständiger Satteldachbau mit Mittelrisalit und geohrten Fensterrahmungen, um 1825 | D-4-64-000-131 Wikidata | Wohnhaus                                                   |
| Ludwigstraße 59 (Standort)                | Wohnhaus                                                   | Um 1825, dreigeschossig, traufständig, Satteldach, zweiachsiger Mittelrisalit, Erdgeschoss durchgreifend modernisiert Rückgebäude, dreigeschossig, traufständig, breite Schleppgaube mit übergiebeltem Dreieckserker | D-4-64-000-132 Wikidata | Wohnhaus                                                   |
| Ludwigstraße 61, 63 (Standort)            | Wohnhaus                                                   | Dreigeschossiger und traufständiger Satteldachbau, um 1825; mit Nr. 63 vereint | D-4-64-000-133 Wikidata | Wohnhaus                                                   |
| Ludwigstraße 83; Nähe Rähmberg (Standort) | Wohnhaus                                                   | Dreigeschossiger und traufständiger Satteldachbau, mit zwei Rundbogentoren und Ädikula, um 1825 Gartenhaus, eingeschossiger Ziegelbau mit Walmdach und Säulen, klassizistisch, von Georg Erhard Saher, um 1825 Gartenlaube, Satteldachbau aus Holz, um 1900                                                                                                  | D-4-64-000-136 Wikidata | Wohnhaus                                                   |

#### Maxplatz
| Lage                   | Objekt                                                                         | Beschreibung | Akten-Nr.               | Bild                                                                           |
| ---------------------- | ------------------------------------------------------------------------------ | --- | ----------------------- | ------------------------------------------------------------------------------ |
| Maxplatz 1 (Standort)  | Evangelisch-lutherische Gesamtkirchenverwaltung und Kirchensteueramt, Wohnhaus | Dreigeschossiges Walmdachhaus in Ecklage, mit Gesimsgliederungen, um 1825 (1975 entkernt) | D-4-64-000-144 Wikidata | Evangelisch-lutherische Gesamtkirchenverwaltung und Kirchensteueramt, Wohnhaus |
| Maxplatz 2a (Standort) | Wohnhaus                                                                       | Im Kern 17./18. Jahrhundert, Ausbau um 1825, durch gemeinsame Fassade mit Maxplatz 4 vereinigt, dreigeschossig, traufständig, Halbwalmdach, Erinnerungstafel an den Maler Johann Christian Reinhart (1761–1847); Keller der Vorgängerbebauung | D-4-64-000-281 Wikidata | Wohnhaus                                                                       |
| Maxplatz 4 (Standort)  | Wohnhaus                                                                       | Dreigeschossiger und traufständiger Satteldachbau, im Kern 17./18. Jahrhundert, Ausbau um 1825; Keller der Vorgängerbebauung; gemeinsame Fassade mit Maxplatz 2a                                                                              | D-4-64-000-282 Wikidata | Wohnhaus                                                                       |
| Maxplatz 6 (Standort)  | Evangelisch-lutherisches Pfarramt und Dekanat                                  | Dreigeschossiger und traufständiger Halbwalmdachbau mit Mittelrisalit, im Kern 17./18. Jahrhundert, Ausbau um 1825 Keller der Vorgängerbebauung                                                                                               | D-4-64-000-145 Wikidata | Evangelisch-lutherisches Pfarramt und Dekanat                                  |
| Maxplatz 10 (Standort) | Wohnhaus                                                                       | Zweigeschossiger und traufständiger Satteldachbau mit geohrten Türrahmungen, um 1825 | D-4-64-000-146 Wikidata | Wohnhaus                                                                       |
| Maxplatz 11 (Standort) | Wohnhaus                                                                       | Dreigeschossiger und traufständiger Satteldachbau mit übergiebeltem Mittelrisalit und Portal, um 1825 | D-4-64-000-147 Wikidata | Wohnhaus                                                                       |
| Maxplatz 16 (Standort) | Wohnhaus                                                                       | Zweigeschossiger und traufständiger Satteldachbau mit Fenster- und Türsturz, um 1825 | D-4-64-000-148 Wikidata | Wohnhaus                                                                       |
| Maxplatz 22 (Standort) | Wohnhaus                                                                       | Zweigeschossiger und traufständiger Halbwalmdachbau in Eckstellung, um 1825, Ladeneinbauten um 1950 Keller der Vorgängerbebauung | D-4-64-000-149 Wikidata | Wohnhaus                                                                       |
| Maxplatz 23 (Standort) | Wohnhaus                                                                       | Zweigeschossiger und traufständiger Halbwalmdachbau mit geohrter Türrahmung, bezeichnet „1824“, späterer Ausbau | D-4-64-000-150 Wikidata | Wohnhaus                                                                       |

#### Münch-Ferber-Straße
| Lage                             | Objekt                                     | Beschreibung | Akten-Nr.               | Bild                                       |
| -------------------------------- | ------------------------------------------ | --- | ----------------------- | ------------------------------------------ |
| Münch-Ferber-Straße 1 (Standort) | Prunkvilla des Kommerzienrats Münch-Ferber | Mehrfach gegliederter Bau im Stil eines italienischen Palazzos, dreigeschossiger Mittelbau mit Flachwalmdach und weitem Überstand, sonst zweigeschossig auf hohem Kellergeschoss, nach Süden Erker mit architektonischer Gliederung und Altane, Ostfassade mit reicher Gliederung, geschwungene Veranda und Gartentreppe, neuklassizistisch, 1889 | D-4-64-000-152 Wikidata | Prunkvilla des Kommerzienrats Münch-Ferber |

#### Oberer Torplatz
| Lage                         | Objekt        | Beschreibung | Akten-Nr.               | Bild          |
| ---------------------------- | ------------- | --- | ----------------------- | ------------- |
| Oberer Torplatz 1 (Standort) | Geschäftshaus | Dreigeschossiger und traufständiger Halbwalmdachbau mit Risaliten und Ziergiebeln, Ziegel mit Hausteingliederungen, Neurenaissance, bezeichnet „1893“ | D-4-64-000-154 Wikidata | Geschäftshaus |

#### Oberes Tor
| Lage                    | Objekt                                           | Beschreibung | Akten-Nr.               | Bild                                             |
| ----------------------- | ------------------------------------------------ | --- | ----------------------- | ------------------------------------------------ |
| Oberes Tor 3 (Standort) | Wohn- und Geschäftshaus                          | Dreigeschossiger und traufständiger Satteldachbau mit Eckrisaliten und Ziergiebeln, Ziegel mit Hausteingliederungen, neugotisch, um 1860/70 | D-4-64-000-155 Wikidata | Wohn- und Geschäftshaus                          |
| Oberes Tor 5 (Standort) | Geschäftshaus, ehemaliges sogenanntes Aktienhaus | Viergeschossiger Kopfbau mit Walmdach, Uhrengiebel und Glockendachreiter, 1862, 1925 zum Kaufhaus verändert                                 | D-4-64-000-254 Wikidata | Geschäftshaus, ehemaliges sogenanntes Aktienhaus |

#### Schießgraben
| Lage                      | Objekt                    | Beschreibung | Akten-Nr.      | Bild           |
| ------------------------- | ------------------------- | --- | -------------- | -------------- |
| Schießgraben 2 (Standort) | Schießhaus mit Gaststätte | Zweigeschossiger Walmdachbau mit Fachwerkobergeschoss, 1689/90 (dendro. dat.), 1879 um zweigeschossigen, verputzten Anbau mit betonten Rahmen im Westen, 1913 um Nebengebäude mit Einfriedung im Osten erweitert, Inneres später teilweise verändert und erneuert | D-4-64-000-409 | weitere Bilder |

#### Schloßgasse
| Lage                     | Objekt   | Beschreibung | Akten-Nr.               | Bild     |
| ------------------------ | -------- | --- | ----------------------- | -------- |
| Schloßgasse 4 (Standort) | Wohnhaus | Zweigeschossiges Walmdachhaus mit Fußwalm und ausgebautem Dachgeschoss und Zwerchhaus, Türrahmung mit Sprenggiebel, bezeichnet „1744“ | D-4-64-000-175 Wikidata | Wohnhaus |

#### Schloßplatz
| Lage                       | Objekt           | Beschreibung | Akten-Nr.               | Bild             |
| -------------------------- | ---------------- | --- | ----------------------- | ---------------- |
| Schloßplatz 6 (Standort)   | Spitzbogenportal | Figürliches Tympanon mit gestufte Pilasterrahmung, Sandstein, neugotisch, 1856 | D-4-64-000-177 Wikidata | Spitzbogenportal |
| Schloßplatz 12b (Standort) | Wohnhaus         | Dreigeschossiger und traufständiger Satteldachbau mit Einfahrtstor und Kolossalgliederung, rückseitig Gartenfassade mit Halbwalmdach, Zwerchhaus, Eckrisaliten und Balkonen, Jugendstil, um 1910, anstelle des Wohnhauses von Jean Paul, 1786–1797 | D-4-64-000-179 Wikidata | Wohnhaus         |

#### Schützenweg
| Lage                                                                   | Objekt                                                                   | Beschreibung | Akten-Nr.               | Bild                                                                     |
| ---------------------------------------------------------------------- | ------------------------------------------------------------------------ | --- | ----------------------- | ------------------------------------------------------------------------ |
| Schützenweg 2 (Standort)                                               | Mietshaus und ehemaliges Gasthaus                                        | Kopfbau zwischen Schützenweg und Unterkotzauer Weg, viergeschossiger und traufständiger Satteldachbau mit Erkern und Zwerchhäusern, Einfriedung des ehemaligen Wirtsgartens über Substruktionsmauer, Jugendstil, 1907 | D-4-64-000-187 Wikidata | Mietshaus und ehemaliges Gasthaus                                        |
| Schützenweg 4 (Standort)                                               | Mietshaus                                                                | Dreigeschossiger und traufständiger Satteldachbau mit schräg vorspringendem Flügel, Zwerchhäusern, Ziergiebeln und Erker, Jugendstil, 1907                                                                            | D-4-64-000-188 Wikidata | Mietshaus                                                                |
| Schützenweg 6, 8, 10 (Standort)                                        | Vgl. Unterkotzauer Weg 5–21 (ungerade Nummern)                           | | D-4-64-000-268 Wikidata | BW                                                                       |
| Schützenweg 6, 8, 10; Unterkotzauer Weg 5, 7, 9, 11, 13, 17 (Standort) | Brauerei, ehemalige Privatbrauerei Scherdel, Gruppe von Brauereigebäuden | | D-4-64-000-267 Wikidata | Brauerei, ehemalige Privatbrauerei Scherdel, Gruppe von Brauereigebäuden |
| Schützenweg 8 (Standort)                                               | Gasthaus, ehemaliges Brauereikontor                                      | Dreigeschossiger Walmdachbau mit betontem erstem Obergeschoss, um 1860/70 | D-4-64-000-267 Wikidata | Gasthaus, ehemaliges Brauereikontor                                      |
| Schützenweg 10 (Standort)                                              | Ehemaliger Stall                                                         | Zweigeschossiger und traufständiger Satteldachbau, Sichtziegel mit Lisenengliederung, rückseitig Holzunterstände und Stallbauten, um 1890, teilweise modern verändert                                                 | D-4-64-000-267 Wikidata | Ehemaliger Stall                                                         |

#### Theaterstraße
| Lage                          | Objekt                                     | Beschreibung | Akten-Nr.               | Bild                                       |
| ----------------------------- | ------------------------------------------ | --- | ----------------------- | ------------------------------------------ |
| Theaterstraße 2, 4 (Standort) | Neustädter Schule                          | Flügel des ehemaligen Franziskanerklosters, zweiflügeliges und dreigeschossiges Walmdachhaus mit hohem Erdgeschoss und Eckverstärkung, Traufgesims in Ziegel, im Kern 14. Jahrhundert, zweites Obergeschoss 1854 | D-4-64-000-196 Wikidata | Neustädter Schule                          |
| Theaterstraße 4 (Standort)    | Schulgebäude                               | Dreigeschossiger Satteldachbau mit Risaliten, Zwerchhäusern und Säulenportal, Hausteingliederungen, neubarock, bezeichnet „1903“                                                                                 | D-4-64-000-197 Wikidata | Schulgebäude                               |
| Theaterstraße 8 (Standort)    | Gesundheitsamt, ehemalige Justizverwaltung | Dreigeschossiges Walmdachhaus in Ecklage, mit Risaliten, Zwerchhäusern, Säulenportalen und Kolossalgliederungen, neubarock, 1900                                                                                 | D-4-64-000-199 Wikidata | Gesundheitsamt, ehemalige Justizverwaltung |
| Theaterstraße 10 (Standort)   | Dreigeschossiges Wohn- und Geschäftshaus   | Verputzter Walmdachbau, im Kern 16. Jahrhundert, Wiederaufbau 1743, Um- und Ausbau 1875, Torrahmung im Hof 1825                                                                                                  | D-4-64-000-200 Wikidata | Dreigeschossiges Wohn- und Geschäftshaus   |
| Theaterstraße 12 (Standort)   | Rest einer Eckbefestigung des Schlosswalls | Gerundete und mehrere Meter hohe, einschalige Bruchsteinmauer mit Handquadern und feldseitigem Absatz, wohl 16. Jahrhundert                                                                                      | D-4-64-000-176 Wikidata | Rest einer Eckbefestigung des Schlosswalls |

#### Vorstadt
| Lage                   | Objekt              | Beschreibung | Akten-Nr.               | Bild                |
| ---------------------- | ------------------- | --- | ----------------------- | ------------------- |
| Vorstadt 2 (Standort)  | Wohnhaus            | Zweigeschossiger und traufständiger Satteldachbau mit Toreinfahrt, Giebelseite mit Figurentondi, Schwalbennesterker und Dachreiter, rückseitig Zwerchhaus, 1842, neubarocke Putzornamentik 1908 | D-4-64-000-210 Wikidata | Wohnhaus            |
| Vorstadt 4 (Standort)  | Wohnhaus            | Zweigeschossiger und traufständiger Walmdachbau mit Rundbogentor, um 1800 | D-4-64-000-211 Wikidata | Wohnhaus            |
| Vorstadt 6 (Standort)  | Wohnhaus            | Zweigeschossiger und giebelständiger Satteldachbau mit teilweise gewölbter Durchfahrt, 18. Jahrhundert                                                                                          | D-4-64-000-212 Wikidata | Wohnhaus            |
| Vorstadt 8 (Standort)  | Wohnhaus            | Zweigeschossiger und traufständiger Satteldachbau mit seitlicher Toreinfahrt, Erdgeschoss 16./17. Jahrhundert                                                                                   | D-4-64-000-213 Wikidata | Wohnhaus            |
| Vorstadt 13 (Standort) | Gasthof Meinels Bas | Zweigeschossig, traufständig, Satteldach, Rundbogentor mit gefelderter Rahmung, nach zweigeschossiger Saalbau mit Satteldach mit Lunettenfenster, 17./18. Jahrhundert                           | D-4-64-000-214 Wikidata | Gasthof Meinels Bas |
| Vorstadt 14 (Standort) | Wohnhaus            | Zweigeschossiges und traufständiges Satteldachhaus mit Türrahmung, 18. Jahrhundert | D-4-64-000-215 Wikidata | Wohnhaus            |

#### Untere Steinerne Brücke/Unterer Anger
| Lage                               | Objekt                  | Beschreibung | Akten-Nr.               | Bild                    |
| ---------------------------------- | ----------------------- | --- | ----------------------- | ----------------------- |
| Untere Steinerne Brücke (Standort) | Untere Steinerne Brücke | Dreijochige Steinbrücke mit Eisbrechern, unter der östlichen Rampe zusätzlich schmales Joch, Rampen aus unregelmäßigen Quaderlagen, an der Nordseite der östlichen Rampe Keilstein, bezeichnet „1706“, 1878 zusätzliche Eisenkonstruktionen | D-4-64-000-216 Wikidata | Untere Steinerne Brücke |

#### Unteres Tor
| Lage                           | Objekt                                                                                       | Beschreibung | Akten-Nr.               | Bild                                                                                         |
| ------------------------------ | -------------------------------------------------------------------------------------------- | --- | ----------------------- | -------------------------------------------------------------------------------------------- |
| Unteres Tor 5 (Standort)       | Hospital                                                                                     | Gründung 13. Jahrhundert; mehrteiliger Bautenkomplex mit den ehemaligen Stallungen, Beamtenwohnhaus und Pfarrhaus | D-4-64-000-206 Wikidata | Hospital                                                                                     |
| Unteres Tor 5 (Standort)       | Hospital, Museum, ehemalige Stallungen                                                       | Zweigeschossiger und traufständiger Satteldachbau, Ostflügel mit Fachwerkobergeschoss, bezeichnet „1738“, von Maurermeister Johann Baumann, 1857–1858 zu Wohnungen umgebaut, Westflügel, bezeichnet „1774“, von Maurermeister Johann Lorenz Tauwald  | D-4-64-000-206 Wikidata | Hospital, Museum, ehemalige Stallungen                                                       |
| Unteres Tor 7 und 9 (Standort) | Hospital, Nr. 7 ehemaliges Beamtenwohnhaus und Konventstube, Nr. 9 Pfarrhaus und Stadtarchiv | Zweigeschossiger und traufständiger Steilsatteldachbau mit geohrter Portalrahmung, 1768, vereinigt mit Nr. 9, zweigeschossiger Krüppelwalmdachbau, 1804/05                                                                                           | D-4-64-000-206 Wikidata | Hospital, Nr. 7 ehemaliges Beamtenwohnhaus und Konventstube, Nr. 9 Pfarrhaus und Stadtarchiv |
| Unteres Tor 8 (Standort)       | Gaststätte Reblaus                                                                           | Zweigeschossiger und traufständiger Satteldachbau, Zwerchhaus mit Krüppelwalm, rückwärtig dreigeschossiger und traufständiger Flügel mit Satteldach, neuklassizistisch, 1909 Hofeinfahrt, rundbogig, mit gefelderter Torrahmung des 18. Jahrhunderts | D-4-64-000-207 Wikidata | Gaststätte Reblaus                                                                           |
| Unteres Tor 11a (Standort)     | Evangelisch-lutherische Hospitalkirche Unserer Lieben Frau                                   | Vierachsiger Saalbau mit Walmdach, flachem Chorschluss und Dachreiter, Gebäudekern 14. Jahrhundert, durchgreifende Umgestaltung Ende 17. Jahrhundert, außen 1835–1838 regotisiert; mit Ausstattung                                                   | D-4-64-000-208 Wikidata | weitere Bilder                                                                               |

#### Unterkotzauer Weg
| Lage                                | Objekt                                            | Beschreibung | Akten-Nr.               | Bild                      |
| ----------------------------------- | ------------------------------------------------- | --- | ----------------------- | ------------------------- |
| Unterkotzauer Weg 5 (Standort)      | Brauerei, Kellerhaus                              | Viergeschossiger und giebelständiger Satteldachbau, Obergeschoss Stadel in Holzkonstruktion, bezeichnet „1814“ von Johann Wilhelm Töpfer | D-4-64-000-267 Wikidata | Brauerei, Kellerhaus      |
| Unterkotzauer Weg 7 (Standort)      | Brauerei, Kellerhaus                              | Viergeschossiger und giebelständiger Satteldachbau, bezeichnet „1792“ | D-4-64-000-267 Wikidata | Brauerei, Kellerhaus      |
| Unterkotzauer Weg 9 (Standort)      | Brauerei, altes Sudhaus                           | Dreigeschossiger und traufständiger Satteldachbau mit Attika, Ziegel, 1862, 1883 aufgestockt | D-4-64-000-267 Wikidata | Brauerei, altes Sudhaus   |
| Unterkotzauer Weg 11 (Standort)     | Brauerei, Filtrieranlage                          | Sechsgeschossiger und traufständiger, Satteldachbau mit Hausteingliederungen, zweite Hälfte 19. Jahrhundert | D-4-64-000-267 Wikidata | Brauerei, Filtrieranlage  |
| Unterkotzauer Weg 13 (Standort)     | Brauerei, Kellereianlage                          | Dreigeschossiger und traufständiger Sichtziegelbau mit Flachsatteldach, Lisenenrahmung und Dachaufbauten, 1893, rückwärtig Maschinenhaus, 1916, von Th. Ganzenmüller, mittig turmartig erhöht mit Pyramidendach, zum Schützenweg eingeschossiger Vorbau und Kamin; mit Ausstattung | D-4-64-000-267 Wikidata | Brauerei, Kellereianlage  |
| Unterkotzauer Weg 15, 17 (Standort) | Brauerei, Schmidts Keller                         | Zweigeschossiger und traufständiger Satteldachbau mit Attika, Ziegel mit Hausteingliederungen, zweite Hälfte 19. Jahrhundert | D-4-64-000-267 Wikidata | Brauerei, Schmidts Keller |
| Unterkotzauer Weg 21 (Standort)     | Brauerei, altes Mulzhaus                          | Dreigeschossiger und traufständiger Satteldachbau, 1833 | D-4-64-000-267 Wikidata | BW                        |
| Unterkotzauer Weg 27, 37 (Standort) | Ehem. Gaswerk; ehem. Apparatehaus                 | zwei- bis dreigeschossiger Sichtziegelbau mit Flachdach und Profilbändern sowie sechsgeschossigem ehem. Behälterturm mit Gesimsgliederung und Attikageschoss mit Kreuzmuster, expressionistisch, von Hans Allwang, 1930, Fassaden später verändert; ehem. Werkstatt- und Lagergebäude, zwei- bis dreigeschossiger Sichtziegelbau über L-förmigem Grundriss und Sandsteinsockel, mit flachen Satteldächern, Rundbogenöffnungen und Fassadengliederung mit Gesimsen, verkröpften Lisenen und die Giebelecken bekrönenden Aufsätzen, historistisch, 1900, Inneres teilweise sowie Dachwerke erneuert. | D-4-64-000-405          | BW                        |
| Unterkotzauer Weg 51 (Standort)     | Villa                                             | Zweigeschossiger Satteldachbau mit übergiebeltem Portal, Erker, Risalit und Kolossalgliederung, neuklassizistisch, um 1860/70, um 1925 verändert; mit Ausstattung | D-4-64-000-264 Wikidata | BW                        |
| Unterkotzauer Weg 51 (Standort)     | Garten, Reste eines Landschafts- bzw. Ziergartens | Um 1860–1925 | D-4-64-000-264 Wikidata | BW                        |

### Altstadt

#### Altstadt (Straße)
| Lage                       | Objekt                                                                                 | Beschreibung | Akten-Nr.             | Bild                                                                                   |
| -------------------------- | -------------------------------------------------------------------------------------- | --- | --------------------- | -------------------------------------------------------------------------------------- |
| Altstadt 2 (Standort)      | Bankgebäude, ehemalige Bayerische Staatsbank, dann Vereinsbank, nun Hypobank/Unicredit | Dreigeschossiges Mansarddachhaus, über gebändertem Obergeschoss Lisenenrahmungen und architektonische Gliederungen, übergiebelte Risalite, figürlicher Fassadendekor, neubarock, 1903 von Eugen Drollinger, München | D-4-64-000-2 Wikidata | Bankgebäude, ehemalige Bayerische Staatsbank, dann Vereinsbank, nun Hypobank/Unicredit |
| Altstadt 14, 16 (Standort) | Wohn- und Geschäftshaus                                                                | Viergeschossiges und traufständiges Mansarddachhaus mit üppigem Fassadendekor, Ziegel mit Hausteingliederungen in Sandstein, Neurenaissance, bezeichnet „1901“; Erdgeschoss durchgreifend erneuert                  | D-4-64-000-4 Wikidata | Wohn- und Geschäftshaus                                                                |
| Altstadt 27 (Standort)     | Wohnhaus                                                                               | Dreigeschossiges und traufständiges Satteldachhaus, mit Portal, im Kern 18. Jahrhundert | D-4-64-000-5 Wikidata | Wohnhaus                                                                               |
| Altstadt 35 (Standort)     | Wohn- und Geschäftshaus                                                                | Viergeschossiger und traufständiger Mansarddachbau, Ziegel mit Werksteingliederung, Neurenaissance, 1901; Erdgeschoss durchgreifend erneuert                                                                        | D-4-64-000-6 Wikidata | Wohn- und Geschäftshaus                                                                |
| Altstadt 41 (Standort)     | Wohn- und Geschäftshaus                                                                | Viergeschossiger und traufständiger Mansarddachbau, mit Kastenerker, Altane, Zwerchhaus mit Krüppelwalm und Werksteingliederungen, Jugendstil, bezeichnet „1910“                                                    | D-4-64-000-7 Wikidata | Wohn- und Geschäftshaus                                                                |

#### Biengäßchen
| Lage                     | Objekt          | Beschreibung | Akten-Nr.              | Bild            |
| ------------------------ | --------------- | --- | ---------------------- | --------------- |
| Biengäßchen 5 (Standort) | Diakonissenhaus | Dreigeschossiger Flachwalmdachbau mit Sandsteingliederungen, Risalit, Zwerchhaus und Kastenerker, Neurenaissance, 1900 | D-4-64-000-30 Wikidata | Diakonissenhaus |

#### Bismarckstraße
| Lage                         | Objekt                                                                      | Beschreibung | Akten-Nr.               | Bild                                                                        |
| ---------------------------- | --------------------------------------------------------------------------- | --- | ----------------------- | --------------------------------------------------------------------------- |
| Bismarckstraße 21 (Standort) | Wohnhaus, Haus Admira, ehemalige Gaststätte Silberspindel, später Diskothek | Viergeschossiger und traufständiger, Mansarddachbau, palastähnliche Fassadengliederung mit Risaliten und figürlichem Dekor, in den Formen des historisierenden Jugendstils, um 1900        | D-4-64-000-247 Wikidata | Wohnhaus, Haus Admira, ehemalige Gaststätte Silberspindel, später Diskothek |
| Bismarckstraße 40 (Standort) | Mietshaus                                                                   | Dreigeschossiger Kopfbau mit Walmdach, Eckrisalite mit Zwerchhäusern, Fensterrahmungen teilweise mit figürlichem Dekor, Ziegel mit Hausteingliederungen, Neurenaissance, bezeichnet „1900“ | D-4-64-000-31 Wikidata  | Mietshaus                                                                   |
| Bismarckstraße 42 (Standort) | Mietshaus                                                                   | Dreigeschossiger und traufständiger Satteldachbau mit Mittelrisalit, Ziegel mit Hausteinrahmungen, 1899                                                                                    | D-4-64-000-32 Wikidata  | Mietshaus                                                                   |

#### Hallplatz
| Lage                   | Objekt    | Beschreibung                                                                                             | Akten-Nr.              | Bild      |
| ---------------------- | --------- | --- | ---------------------- | --------- |
| Hallplatz 3 (Standort) | Löwenkopf | Kalkstein, 17. Jahrhundert; von der ehemaligen Fronfeste; in der Mauer der alten Feuerwache am Hallplatz | D-4-64-000-51 Wikidata | Löwenkopf |

#### Hallstraße
| Lage                                  | Objekt                            | Beschreibung | Akten-Nr.               | Bild                            |
| ------------------------------------- | --------------------------------- | --- | ----------------------- | ------------------------------- |
| Hallstraße 2; Poststraße 8 (Standort) | Wagenremise des alten Bahnhofes   | Eingeschossig und traufständiger Satteldachbau mit Giebelmauer und Tor, Sandsteinquaderfront mit Lisenengliederung, 1848; im westlichen Teil um ein Geschoss erhöht (zu Hallstraße 2 gehörig) | D-4-64-000-163 Wikidata | Wagenremise des alten Bahnhofes |
| Hallstraße 4 (Standort)               | Einsteighalle des alten Bahnhofes | Zweigeschossig gegliederte Halle mit basilikalem Querschnitt, Pult- und Satteldach, Westseite mit vier rundbogigen Toreinfahrten, Quaderbau, Rundbogenstil, 1843–1848 von Friedrich Bürklein  | D-4-64-000-52 Wikidata  | weitere Bilder                  |

#### Konrad-Adenauer-Platz (früher: Postplatz, Bahnhofsplatz)
| Lage                               | Objekt      | Beschreibung | Akten-Nr.               | Bild        |
| ---------------------------------- | ----------- | --- | ----------------------- | ----------- |
| Konrad-Adenauer-Platz 1 (Standort) | Postgebäude | Dreiteiliger Bautenkomplex an Stelle des alten Bahnhofs: Ostflügel (Hauptgebäude), viergeschossiger Walmdachbau, Portale mit Reliefs, Nordflügel, zweigeschossiges Doppelhaus mit Walmdach und überwölbter Treppe, Südflügel dreigeschossiger und traufständiger Walmdachbau mit Werksteingliederungen, expressionistisch, 1925–1927 | D-4-64-000-161 Wikidata | Postgebäude |

#### Kreuzsteinstraße
| Lage                               | Objekt                                                          | Beschreibung | Akten-Nr.              | Bild                                                            |
| ---------------------------------- | --------------------------------------------------------------- | --- | ---------------------- | --------------------------------------------------------------- |
| Kreuzsteinstraße 23 (Standort)     | Wohnhaus, ehemaliges Vereinshaus der St.-Johannis-Loge von 1799 | Dreigeschossiger Walmdachbau mit Lisenengliederungen und figürlichen Tondi, im Eingangsbereich des Erdgeschosses mittelalterliches Steinkreuz mit hohem Fuß; im ersten Obergeschoss Versammlungssaal | D-4-64-000-86 Wikidata | Wohnhaus, ehemaliges Vereinshaus der St.-Johannis-Loge von 1799 |
| Kreuzsteinstraße 37, 39 (Standort) | Doppelmietshaus                                                 | Symmetrisch komponierte dreigeschossige und giebelständige Krüppelwalmdachbauten, mit Säulengliederungen und Polygonalerkern, Jugendstildekor, 1908, von Otto Schrenk                                | D-4-64-000-87 Wikidata | Doppelmietshaus                                                 |

#### Lorenzgäßchen
| Lage                                             | Objekt | Beschreibung                                                                    | Akten-Nr.              | Bild |
| ------------------------------------------------ | --- | ------------------------------------------------------------------------------- | ---------------------- | --- |
| Nähe Lorenzgäßchen; Nähe Lorenzstraße (Standort) | Lorenzpark, ehemaliger Lorenzfriedhof, heute schlichte Parkanlage auf dem Hügel nordöstlich der Lorenzkirche und um die Kirche; Gefallenendenkmal für 1870–1871 | Obelisk auf gestuftem Unterbau, mit vier Bronzereliefs von Hans Angermann, 1899 | D-4-64-000-99 Wikidata | Lorenzpark, ehemaliger Lorenzfriedhof, heute schlichte Parkanlage auf dem Hügel nordöstlich der Lorenzkirche und um die Kirche; Gefallenendenkmal für 1870–1871 |

#### Lorenzstraße
| Lage                       | Objekt                                              | Beschreibung | Akten-Nr.               | Bild                               |
| -------------------------- | --------------------------------------------------- | --- | ----------------------- | ---------------------------------- |
| Lorenzstraße 2 (Standort)  | Katholische Stadtpfarrkirche St. Marien             | Saalkirche mit Wandpfeilern, Satteldach und Doppelturmfassade, neugotisch, 1863–1875 auf dem Hügelsporn südlich der Altstadt erbaut; mit Ausstattung | D-4-64-000-97 Wikidata  | weitere Bilder                     |
| Lorenzstraße 24 (Standort) | Evangelisch-lutherisches Pfarrhaus                  | Zweigeschossiger Flachwalmdachbau mit Risaliten, Ziegel mit Hausteingliederungen, Garteneinfriedung, neuklassizistisch, um 1890 | D-4-64-000-251 Wikidata | Evangelisch-lutherisches Pfarrhaus |
| Lorenzstraße 28 (Standort) | Mietshaus                                           | Dreigeschossiger und traufständiger Mansarddachbau, Mittelrisalit mit Walmdach, figürlicher Schmuck, Ziegel mit Hausteingliederungen, Neurenaissance, 1898; Erdgeschoss modern ausgebaut | D-4-64-000-98 Wikidata  | Mietshaus                          |
| Lorenzstraße 47 (Standort) | Kantorat von St. Lorenz, ehemaliges Altes Schulhaus | Dreigeschossiger und traufständiger Satteldachbau, mit Fachwerkgiebel, nach Osten verschiefertes Fachwerkobergeschoss, bezeichnet „1700“, nach Norden jüngerer Anbau mit Pultdach | D-4-64-000-100 Wikidata | weitere Bilder                     |
| Lorenzstraße 49 (Standort) | Pfarrkirche St. Lorenz                              | Saalkirche mit Satteldach und mittlerem Westturm, Westgiebel und Turm in deutscher Schablone verschiefert, Sakristeianbau mit Schleppdach, im Kern 13. Jahrhundert, Chorkapellen und Sakristei 1392, Westkapellen 1500, 1619 zusammengefasst und 1674–1675 mit Turm versehen, durchgreifende Umgestaltung durch Johann Wilhelm Baumann 1822–1823, Inneres 1947–1948 verändert; mit Ausstattung An der Kirche außen zahlreiche Grabsteine, 17. Jahrhundert | D-4-64-000-101 Wikidata | weitere Bilder                     |

#### Mühldamm
| Lage                        | Objekt        | Beschreibung                                                                                     | Akten-Nr.               | Bild          |
| --------------------------- | ------------- | ------------------------------------------------------------------------------------------------ | ----------------------- | ------------- |
| Mühldamm 1, 2, 3 (Standort) | Wohnhausreihe | Zweigeschossige und traufständige Halbwalmdachbauten, mittig mit Satteldach, 18./19. Jahrhundert | D-4-64-000-151 Wikidata | Wohnhausreihe |

#### Pfarr
| Lage                        | Objekt                 | Beschreibung | Akten-Nr.               | Bild                   |
| --------------------------- | ---------------------- | --- | ----------------------- | ---------------------- |
| Pfarr 1 (Standort)          | Ehemaliges Krankenhaus | Dreigeschossiger Walmdachbau mit Werksteinsockel und Rahmengliederungen, Treppenhaus mit Flachsatteldach, rückseitig zweigeschossiger Polygonalerker, 1862 | D-4-64-000-255 Wikidata | Ehemaliges Krankenhaus |
| Pfarr 3 (Standort)          | Alte Pfarr (Inkurabel) | Zweigeschossig, Walmdach, über hoher Sockelmauer, Portal mit geohrtem Rahmen, Hausteingliederungen, bezeichnet „1716“ und „1767“                           | D-4-64-000-158 Wikidata | Alte Pfarr (Inkurabel) |
| Pfarr 3 (Standort)          | Ehemaliger Stadel      | Im Südwesten, eingeschossiger Walmdachbau, 18. Jahrhundert, zur Garage umgebaut                                                                            | D-4-64-000-158 Wikidata | Ehemaliger Stadel      |
| Pfarr 4 (Standort)          | Gasthaus Rotes Ross    | Zweigeschossiger Walmdachbau, 17./18. Jahrhundert; Wirtshausschild, Schmiedeeisen, barockisierend, zweites Viertel 19. Jahrhundert                         | D-4-64-000-159 Wikidata | Gasthaus Rotes Ross    |
| Pfarr 4; Pfarr 2 (Standort) | Nebengebäude           | Zweigeschossiges Halbwalmdachhaus, 1836 | D-4-64-000-159 Wikidata | BW                     |

#### Poststraße
| Lage                     | Objekt                             | Beschreibung | Akten-Nr.               | Bild                               |
| ------------------------ | ---------------------------------- | --- | ----------------------- | ---------------------------------- |
| Poststraße 1 (Standort)  | Mietshaus                          | Viergeschossiger und traufständiger Satteldachbau mit Mittelrisalit und Zwerchgiebel, Ziegel mit Hausteingliederungen, Neurenaissance, 1899                                                                                       | D-4-64-000-162 Wikidata | Mietshaus                          |
| Poststraße 6 (Standort)  | Vereinshaus der Bürgergesellschaft | Mehrfach gegliederter zweigeschossiger Walmdachbau, 1848, rückseitig Saalbau, zweigeschossig über hohem Untergeschoss mit exedraförmigem Bühnenhaus, seitlich Zugang über geschlossene Holzveranda, Jugendstil 1900–1914          | D-4-64-000-256 Wikidata | Vereinshaus der Bürgergesellschaft |
| Poststraße 10 (Standort) | Güterhalle des alten Bahnhofes     | Eingeschossiger traufständiger Satteldachbau mit weitem Dachüberstand, Rundbogenfenstern und -toren, Quadermauerwerk, 1848 | D-4-64-000-164 Wikidata | Güterhalle des alten Bahnhofes     |
| Poststraße 15 (Standort) | Wohnhaus                           | Zweiflügeliger und zweigeschossiger Walmdachbau mit Zwerchhaus und Toraltane, Sandsteinquader, historistisch, um 1870; nach Westen zweigeschossiger Flügel mit flachem Walmdach, Quadermauerwerk, letztes Viertel 19. Jahrhundert | D-4-64-000-257 Wikidata | Wohnhaus                           |
| Poststraße 15 (Standort) | Ehemalige Werkstatt                | Zweigeschossiger Sandsteinquaderbau mit Satteldach, um 1870 | D-4-64-000-257 Wikidata | BW                                 |
| Poststraße 17 (Standort) | Villa                              | Zweigeschossiger Flachwalmdachbau mit Fassadenknick, Kolossalgliederung, Balkonen und Zwerchhäusern, Sandsteinquaderbau, klassizistisch, 1855; Gartenzaun, Schmiedeeisen, drittes Viertel 19. Jahrhundert                         | D-4-64-000-165 Wikidata | Villa                              |
| Poststraße 21 (Standort) | Villa                              | Zweigeschossiger Walmdachbau mit Balkon und Pilastergliederung mit Blendbogenfriesen, rückseitig Erker mit Altane und ehemaliger Gartentreppe, klassizistisch, 1855; mit Ausstattung                                              | D-4-64-000-166 Wikidata | Villa                              |

#### Schützenstraße
| Lage                             | Objekt                                                                   | Beschreibung | Akten-Nr.               | Bild                                                                     |
| -------------------------------- | ------------------------------------------------------------------------ | --- | ----------------------- | ------------------------------------------------------------------------ |
| Schützenstraße 2 (Standort)      | Villa                                                                    | Zweigeschossiger Mansardwalmdachbau mit Mittelrisalit und Balkon auf Eisenstützen, Ziegel mit Hausteingliederungen, historistisch, 1893                                                                    | D-4-64-000-180 Wikidata | Villa                                                                    |
| Schützenstraße 3 (Standort)      | Villa                                                                    | Zweigeschossiger und traufständiger Satteldachbau mit Mittelrisalit, Zwerchhaus und Pilasterrahmungen, spätklassizistisch, 1889                                                                            | D-4-64-000-181 Wikidata | Villa                                                                    |
| Schützenstraße 6 (Standort)      | Villa                                                                    | Zweigeschossiger und traufständiger Satteldachbau mit weitem Dachüberstand, Mittelrisalit und Gusseisen-Balkon, Ziegel, Schweizerhausstil, mit zugehörigem gusseisernem Gartenzaun, 1889                   | D-4-64-000-182 Wikidata | Villa                                                                    |
| Schützenstraße 9 (Standort)      | Wohnhaus, ehemalige Direktorenvilla der Vogtländischen Baumwollspinnerei | Dreigeschossiger Walmdachbau mit Mittelrisalit, Gusseisenbalkon und Lisenengliederung, Ziegel mit Hausteingliederungen, Neurenaissance, 1885                                                               | D-4-64-000-183 Wikidata | BW                                                                       |
| Schützenstraße 9f (Standort)     | Wohnhaus, ehemalige Direktorenvilla der Vogtländischen Baumwollspinnerei | Dreigeschossiger Walmdachbau mit Lisenengliederung und Treppenhausrisalit, nach Osten eingeschossiger Anbau mit Altane, Ziegel mit Hausteingliederungen, historistisch, 1896                               | D-4-64-000-184 Wikidata | Wohnhaus, ehemalige Direktorenvilla der Vogtländischen Baumwollspinnerei |
| Schützenstraße 11 1/2 (Standort) | Ehemalige Fabrikbesitzersvilla                                           | Eingeschossiger Bau mit Mansard- und Mansardwalmdächern, übergiebeltem Risalit, Erker, Zwerchhaus und Turm mit welscher Haube, Hausteingliederungen, Jugendstil, 1901–1904, von Hermann Goerke, Düsseldorf | D-4-64-000-186 Wikidata | Ehemalige Fabrikbesitzersvilla                                           |
| Schützenstraße 14 (Standort)     | Lagerhaus                                                                | Zweigeschossiger Satteldachbau mit Lisenengliederung, historistisch, 1884 | D-4-64-000-258 Wikidata | BW                                                                       |

#### Wörthstraße
| Lage                        | Objekt                   | Beschreibung | Akten-Nr.               | Bild                     |
| --------------------------- | ------------------------ | --- | ----------------------- | ------------------------ |
| Wörthstraße 4, 6 (Standort) | Lichtspieltheater        | Doppelhaus, dreigeschossige und traufständige Mansarddachbauten mit Erker und Risalit, 1928 von Konrad Hirschböck, Magdeburg; mit Ausstattung                                           | D-4-64-000-272 Wikidata | Lichtspieltheater        |
| Wörthstraße 10 (Standort)   | Wohn- und Geschäftshaus  | Viergeschossiges Walmdachhaus in Ecklage, mit Zwerchhäusern, Erker und Mittelrisalit, Putzbau mit Hausteingliederungen, Metzgerladen im Erdgeschoss mit bauzeitlicher Ausstattung, 1907 | D-4-64-000-310 Wikidata | Wohn- und Geschäftshaus  |
| Wörthstraße 21 (Standort)   | Sophienschule            | Drei- und viergeschossiger Flachwalmdachbau mit Risaliten und Uhrengiebel, Ziegel mit Hausteingliederungen, Neurenaissance, 1898/99                                                     | D-4-64-000-260 Wikidata | Sophienschule            |
| Wörthstraße 21 (Standort)   | Sophienschule, Turnhalle | Eingeschossiger Walmdach mit Risaliten und Zwerchhäusern, Ziegel mit Haustein, Rundbogenstil, 1898/99                                                                                   | D-4-64-000-260 Wikidata | Sophienschule, Turnhalle |

### Bahnhofsviertel (früher Vorstadt Rauschenbach)

#### Alsenberger Straße
| Lage                            | Objekt                                      | Beschreibung | Akten-Nr.               | Bild                                        |
| ------------------------------- | ------------------------------------------- | --- | ----------------------- | ------------------------------------------- |
| Alsenberger Straße 2 (Standort) | Mietshaus, ehemaliges Restaurant Bürgerbräu | Viergeschossiger Walmdachbau in exponierter Ecklage, mit mehrachsigen Zwerchhäusern, architektonischen Gliederungen, Pilastern und figürlichen Reliefs, 1877, 1914 durch das Münchner Baugeschäft Anton Hatzl in den streng geometrischen Formen des späten Jugendstils umgestaltet | D-4-64-000-292 Wikidata | Mietshaus, ehemaliges Restaurant Bürgerbräu |

#### Bahnhofsplatz
| Lage                                                                                               | Objekt                                           | Beschreibung | Akten-Nr.               | Bild                                             |
| -------------------------------------------------------------------------------------------------- | ------------------------------------------------ | --- | ----------------------- | ------------------------------------------------ |
| Bahnhofsplatz 2; Bahnhofstraße 22 (Standort)                                                       | Ehemalige Paketpost mit ehemaliger Bahnposthalle | Zweigeschossiger Klinkerbau mit einhüftigem Walmdach, Portale mit Hausteinrahmungen und Doppeltüren; daran langgestreckte eingeschossige Halle mit Flachdach, Klinkerbau mit Sporngliederungen und Schlitzfenstern, seitlich rundbogiger Fußgängerdurchgang mit dekorativer Rahmung zum Bahnübergang, mit bauzeitlicher Beschriftung in Eisenbuchstaben, 1925                                                                                     | D-4-64-000-23 Wikidata  | Ehemalige Paketpost mit ehemaliger Bahnposthalle |
| Bahnhofsplatz 6 (Standort)                                                                         | Hauptbahnhof, nördlicher Pavillon                | Eingeschossiger Quaderbau mit flachem Walmdach und Pilastergliederung, 1874–1880 von Georg Friedrich Seidel | D-4-64-000-21 Wikidata  | weitere Bilder                                   |
| Bahnhofsplatz 8; Bahnhofsplatz 10; Bahnhofsplatz 12; Bahnhofsplatz 14; Bahnhofsplatz 16 (Standort) | Hauptbahnhof, Hauptgebäude                       | In den Neurenaissance-Formen der französischen Architecture Classique 1874–1880 durch Georg Friedrich Seidel erbaut: Bahnhofsgebäude, durch Eckpavillons und einen erhöhten Mittelbau gegliederter repräsentativer Bau, dreigeschossiger Mittelbau mit Palastfassade, Flachzeltdach, zweieinhalbgeschossige Eckpavillons mit Walmdach, eineinhalbgeschossiger Zwischenflügel mit Satteldach, Haustein- und Werksteingliederungen; mit Ausstattung | D-4-64-000-21 Wikidata  | weitere Bilder                                   |
| Bahnhofsplatz 18 (Standort)                                                                        | Hauptbahnhof, südlicher Pavillon                 | Eingeschossiger Quaderbau mit flachem Walmdach und Haustein- und Werksteingliederungen, Pilastergliederung | D-4-64-000-21 Wikidata  | weitere Bilder                                   |
| Bahnhofsplatz 22 (Standort)                                                                        | Ehemalige Briefpost                              | Repräsentativer Satteldachbau, mehrfach gegliedertere Vierflügelanlage, Hauptbau zweiflügeliger und dreigeschossiger Satteldachbau, zum Bahnhofsplatz Eckrisalit mit Filialgiebel, nach Norden zwei Zwerchhäuser, Putzbau mit Hausteingliederungen | D-4-64-000-273 Wikidata | Ehemalige Briefpost                              |
| Bahnhofsplatz 22 (Standort)                                                                        | Ehemalige Briefpost, Südflügel                   | Zweigeschossiger Walmdachbau mit Rustikasockel und Hausteingliederung, um 1910 | D-4-64-000-273 Wikidata | Ehemalige Briefpost, Südflügel                   |

#### Bahnhofstraße
| Lage                                | Objekt | Beschreibung | Akten-Nr.               | Bild                                                                 |
| ----------------------------------- | --- | --- | ----------------------- | -------------------------------------------------------------------- |
| Bahnhofstraße 1 (Standort)          | Verwaltungsgebäude; Versicherungskammer Bayern, Geschäftsstelle Hof;                                      | Villenartiges zweigeschossiges Walmdachhaus, mit Rahmengliederungen und Eckbetonungen, neuklassizistisch, 1885 | D-4-64-000-245 Wikidata | Verwaltungsgebäude; Versicherungskammer Bayern, Geschäftsstelle Hof; |
| Bahnhofstraße 20 (Standort)         | Ehemaliges Wasserhaus des Bahnbetriebswerkes Hof                                                          | Dreigeschossiger Bau mit flachem Zeltdach und Ecklisenen, Nord- und Südseite mit zweigeschossigen segmentbogigen Wandnischen, Eingang mit doppelarmiger Podesttreppe, um 1925                                              | D-4-64-000-22 Wikidata  | Ehemaliges Wasserhaus des Bahnbetriebswerkes Hof                     |
| Bahnhofstraße 25 (Standort)         | Mietshaus in Ecklage Bahnhofstraße/Sophienstraße                                                          | Dreigeschossiger Eckbau mit durch Fachwerk aufgeständertem Satteldach mit Fußwalm, Zwerchhäusern mit Schweifgiebeln und Erkern, Neurenaissance, 1901 von Johann Martin Brecheis                                            | D-4-64-000-24 Wikidata  | Mietshaus in Ecklage Bahnhofstraße/Sophienstraße                     |
| Bahnhofstraße 31, 33, 35 (Standort) | Mietshausgruppe                                                                                           | Symmetrisch komponierte viergeschossige und traufständige Satteldachhäuser, Ziegel mit Hausteingliederungen, Risaliten und Ziergiebeln, neubarock, bezeichnet „1899“; mittleres Erdgeschoss in den 1950er Jahren verändert | D-4-64-000-25 Wikidata  | Mietshausgruppe                                                      |
| Bahnhofstraße 37 (Standort)         | Mietshaus                                                                                                 | Viergeschossiger und traufständiger Mansarddachbau, rechte Fassade überschussartig auf Konsolen vorkragend, mit überdachten Balkonen, Jugendstil, 1910 von Emil Schrenk                                                    | D-4-64-000-26 Wikidata  | Mietshaus                                                            |
| Bahnhofstraße 55 (Standort)         | Miets- und Geschäftshaus; Sitz der Wirtschaftsregion Hochfranken; ehemaliges Bankgebäude der Schmidtbank, | Viergeschossiger, mehrfach gegliederter Halbwalmdachbau in Ecklage, mit Erkern, Zwerchhäusern, Risalit und Treppenhausturm, historisierender Jugendstil, bezeichnet „1904–1906“                                            | D-4-64-000-27 Wikidata  | weitere Bilder                                                       |
| Bahnhofstraße 67 (Standort)         | Wohnhaus                                                                                                  | Dreigeschossiger und traufständiger Halbwalmdachbau, Gliederung durch Risalite und Eckturm, Ziegel mit Hausteingliederungen, Neurenaissance, bezeichnet „1888“                                                             | D-4-64-000-246 Wikidata | Wohnhaus                                                             |

#### Bayreuther Straße
| Lage                               | Objekt          | Beschreibung                                                                                                   | Akten-Nr.              | Bild            |
| ---------------------------------- | --------------- | --- | ---------------------- | --------------- |
| Bayreuther Straße 2 (Standort)     | Wohnhaus        | Dreigeschossiger Kopfbau mit Walmdach und kolossale Pilastergliederung, Werksteingliederungen, neubarock, 1878 | D-4-64-000-28 Wikidata | Wohnhaus        |
| Bayreuther Straße 9, 11 (Standort) | Doppelmietshaus | Dreigeschossige und traufständige Satteldachbauten, Ziegel mit Hausteingliederungen, historisch, 1878          | D-4-64-000-29 Wikidata | Doppelmietshaus |

#### Königstraße
| Lage                                      | Objekt           | Beschreibung | Akten-Nr.               | Bild             |
| ----------------------------------------- | ---------------- | --- | ----------------------- | ---------------- |
| Königstraße 12, 14, 16, 18 (Standort)     | Mietshäuserreihe | Durchgehend viergeschossige und traufständige Mansarddachbauten: Nr. 12 mit Erkern und hufeisenförmigen Dachgauben, Erdgeschoss mit Schaufensterreihe                 | D-4-64-000-286 Wikidata | Mietshäuserreihe |
| Königstraße 12, 14, 16, 18 (Standort)     | Mietshäuserreihe | Durchgehend viergeschossige und traufständige Mansarddachbauten: Nr. 14 mit Gaubenband, Haustein und Putzgliederungen                                                 | D-4-64-000-286 Wikidata | Mietshäuserreihe |
| Königstraße 12, 14, 16, 18 (Standort)     | Mietshäuserreihe | Durchgehend viergeschossige und traufständige Mansarddachbauten: Nr. 16 mit flachen Polygonalerker                                                                    | D-4-64-000-286 Wikidata | Mietshäuserreihe |
| Königstraße 12, 14, 16, 18 (Standort)     | Mietshäuserreihe | Durchgehend viergeschossige und traufständige Mansarddachbauten: Nr. 18 mit kolossaler Pilastergliederung, Jugendstil und Expressionismus, 1924–1927 von Emil Schrenk | D-4-64-000-286 Wikidata | Mietshäuserreihe |
| Königstraße 49, 51, 53, 55, 57 (Standort) | Mietshäuserreihe | Durchgängig viergeschossige und traufständige Mansarddachbauten: Nr. 49 mit Zwerchgiebel und Lisenengliederung                                                        | D-4-64-000-85 Wikidata  | Mietshäuserreihe |
| Königstraße 49, 51, 53, 55, 57 (Standort) | Mietshäuserreihe | Durchgängig viergeschossige und traufständige Mansarddachbauten: Nr. 51 mit Pilaster- und Flacherkergliederung                                                        | D-4-64-000-85 Wikidata  | Mietshäuserreihe |
| Königstraße 49, 51, 53, 55, 57 (Standort) | Mietshäuserreihe | Durchgängig viergeschossige und traufständige Mansarddachbauten: Nr. 53 mit Zwerchgiebel und Pilastergliederung                                                       | D-4-64-000-85 Wikidata  | Mietshäuserreihe |
| Königstraße 49, 51, 53, 55, 57 (Standort) | Mietshäuserreihe | Durchgängig viergeschossige und traufständige Mansarddachbauten: Nr. 55 mit Mittelerker und Zwerchgiebel                                                              | D-4-64-000-85 Wikidata  | Mietshäuserreihe |
| Königstraße 49, 51, 53, 55, 57 (Standort) | Mietshäuserreihe | Durchgängig viergeschossige und traufständige Mansarddachbauten: Nr. 57 mit Zwerchgiebel und Lisenengliederung, Jugendstil, 1914 von Emil Schrenk                     | D-4-64-000-85 Wikidata  | Mietshäuserreihe |

#### Landwehrstraße
| Lage                                         | Objekt           | Beschreibung | Akten-Nr.              | Bild             |
| -------------------------------------------- | ---------------- | --- | ---------------------- | ---------------- |
| Landwehrstraße 15 (Standort)                 | Mietshäuser      | Symmetrisch komponierte Reihe von dreigeschossigen und traufständigen Mansarddachbauten mit Erkern und Zwerchgiebeln, Jugendstil, 1908 von Emil Schrenk                       | D-4-64-000-89 Wikidata | Mietshäuser      |
| Landwehrstraße 16, 18, 20, 22, 24 (Standort) | Mietshäuserreihe | Dreigeschossige und traufständige Mansarddachbauten mit abgesetztem Erdgeschoss und durchgehender Kassettierung, Zwerchhäusern und Erkern, Jugendstil, 1908, von Emil Schrenk | D-4-64-000-90 Wikidata | Mietshäuserreihe |
| Landwehrstraße 36 (Standort)                 | Mietshaus        | Dreigeschossiger und traufständiger Satteldachbau, mit Mittelrisalit und Ziergiebel, Ziegel mit Hausteingliederungen, Neurenaissance, 1899                                    | D-4-64-000-91 Wikidata | Mietshaus        |

#### Liebigstraße
| Lage                               | Objekt           | Beschreibung | Akten-Nr.              | Bild             |
| ---------------------------------- | ---------------- | --- | ---------------------- | ---------------- |
| Liebigstraße 12, 14, 16 (Standort) | Mietshäuserreihe | Dreigeschossige und traufständige Mansarddachhäuser mit Zwerchhäusern, Balkonen, Erkern und Toreinfahrten, historisierender Jugendstil, um 1910; vgl. auch Ensemble Weißenburgstraße/Liebigstraße | D-4-64-000-92 Wikidata | Mietshäuserreihe |
| Liebigstraße 18, 20, 22 (Standort) | Mietshäuserreihe | Dreigeschossige und traufständige Mansarddachbauten mit Erkern und Zwerchhäusern, Jugendstil, 1909–1910, von Emil Schrenk; vgl. auch Ensemble Weißenburgstraße/Liebigstraße                       | D-4-64-000-93 Wikidata | Mietshäuserreihe |
| Liebigstraße 21 (Standort)         | Mietshaus        | Stattliches viergeschossiges und traufständiges Satteldachhaus mit geknickter Fassade und Eckrisaliten, traufständig, Ziegel mit Hausteingliederungen, Neurenaissance, 1899                       | D-4-64-000-94 Wikidata | Mietshaus        |

#### Roonstraße
| Lage                         | Objekt           | Beschreibung | Akten-Nr.               | Bild             |
| ---------------------------- | ---------------- | --- | ----------------------- | ---------------- |
| Roonstraße 18, 20 (Standort) | Mietshäuserreihe | 1907 von Emil Schrenk, dreigeschossig, traufständig, Mansarddach mit geometrischem Jugendstildekor; Nr. 18: Lisenenrahmung, dreiachsiges Zwerchhaus mit Schweifgiebel; Nr. 20: Lisenenrahmung, erkerförmige Mittelgaube | D-4-64-000-167 Wikidata | Mietshäuserreihe |

#### Sedanstraße
| Lage                                          | Objekt             | Beschreibung | Akten-Nr.               | Bild               |
| --------------------------------------------- | ------------------ | --- | ----------------------- | ------------------ |
| Sedanstraße 23 (Standort)                     | Mietshäuserreihe   | 1900/01; Dreigeschossig, Mansarddach, Putzbau, einachsiger Eckrisalit mit Ziergiebel, reiche historistische Fensterrahmungen, Gurtgliederung                                                            | D-4-64-000-191 Wikidata | Mietshäuserreihe   |
| Sedanstraße 25 (Standort)                     | Mietshäuserreihe   | 1900/01; bezeichnet „1900“, dreigeschossig, traufständig, Mansarddach, Ziegel mit Hausteingliederungen und verputztem Erdgeschoss, einachsiges Zwerchhaus mit Schweifgiebel, Hausgauben mit Walmdächern | D-4-64-000-191 Wikidata | Mietshäuserreihe   |
| Sedanstraße 24, 26, 28, 30, 32, 34 (Standort) | Mietwohnhausgruppe | Dreigeschossige und traufständige Blockrandbebauung, Nr. 24–32 Ziegelfassaden mit Hausteingliederungen, 1900–1904 von Emil Schrenk                                                                      | D-4-64-000-318 Wikidata | Mietwohnhausgruppe |
| Sedanstraße 24, 26, 28, 30, 32, 34 (Standort) | Mietwohnhausgruppe | Dreigeschossige und traufständige Blockrandbebauung, Nr. 34 Putzbau, historistisch, 1900–1904 von Emil Schrenk                                                                                          | D-4-64-000-318 Wikidata | Mietwohnhausgruppe |

#### Sophienberg
| Lage                     | Objekt     | Beschreibung | Akten-Nr.               | Bild           |
| ------------------------ | ---------- | --- | ----------------------- | -------------- |
| Sophienberg 1 (Standort) | Hansa-Haus | Viergeschossiger Flachwalmdachbau in Ecklage, Ziegel mit Hausteingliederungen, Mittelrisalit und Eckbänderungen, neubarock, um 1900 | D-4-64-000-259 Wikidata | weitere Bilder |

#### Sophienstraße
| Lage                                        | Objekt                                                                                           | Beschreibung | Akten-Nr.               | Bild                                                                                             |
| ------------------------------------------- | ------------------------------------------------------------------------------------------------ | --- | ----------------------- | ------------------------------------------------------------------------------------------------ |
| Sophienstraße 23 (Standort)                 | Haus der Jugend, ehemaliges Amerika-Haus                                                         | Dreiflügeliger Pavillonbau mit Flachdach und mittiger Erschließung, südlicher Flügel mit Veranstaltungssaal mit Bühne, nördlicher Flügel mit Verwaltung und ehemalige Bibliothek, 1954                                    | D-4-64-000-328 Wikidata | Haus der Jugend, ehemaliges Amerika-Haus                                                         |
| Sophienstraße 23; Wörthstraße 18 (Standort) | Gedenkstein zum Jubiläum der Angliederung an Bayern                                              | Zur Gründung des Wittelsbacher Parks: Monolith auf Natursteinsockel mit Bronzeporträt des Prinzregenten Luitpold, zugehörige Steinbänke, 1910; 1909/10 angelegt                                                           | D-4-64-000-219 Wikidata | weitere Bilder                                                                                   |
| Sophienstraße 23; Wörthstraße 18 (Standort) | Gefallenendenkmal                                                                                | Exedraförmige Rückwand mit Totentafeln, 1927 von H. Allwang, mit Bronzeplastik eines Sämanns von H. Breitenbach und Lothar Dietz                                                                                          | D-4-64-000-219 Wikidata | weitere Bilder                                                                                   |
| Sophienstraße 23; Wörthstraße 18 (Standort) | Gedenkplatte für in Hof gestorbene französische Soldaten                                         | 1870/71, bezeichnet „A. Weiss, 1911“ | D-4-64-000-219 Wikidata | weitere Bilder                                                                                   |
| Sophienstraße 23; Wörthstraße 18 (Standort) | Steinbänke                                                                                       | | D-4-64-000-219 Wikidata | weitere Bilder                                                                                   |
| Sophienstraße 28, 30, 32, 34 (Standort)     | Gebäudegruppe von vier historischen Mietwohnhäusern (Nr. 28 Wurstfabrik, Nr. 34, Kellerbäckerei) | Dreigeschossig und traufständige Blockrandbebauung, mit Dachausbauten, Gliederungen durch Risalite, Giebel und Pilaster, Ziegel mit Haustein, Historismus, 1899–1902; teilweise mit erhaltenen gewerblichen Einrichtungen | D-4-64-000-300 Wikidata | Gebäudegruppe von vier historischen Mietwohnhäusern (Nr. 28 Wurstfabrik, Nr. 34, Kellerbäckerei) |

#### Theresienstraße
| Lage                          | Objekt                         | Beschreibung | Akten-Nr.               | Bild                           |
| ----------------------------- | ------------------------------ | --- | ----------------------- | ------------------------------ |
| Theresienstraße 3 (Standort)  | Mietshaus                      | 1901, dreigeschossiger und traufständiger Mansarddachbau, mit übergiebeltem Mittelrisalit und rückwärtigem Treppenturm, Ziegel mit Hausteingliederungen, Neurenaissance, 1901                                     | D-4-64-000-203 Wikidata | Mietshaus                      |
| Theresienstraße 29 (Standort) | Ehemaliges Landratsamtsgebäude | Palazzoartiger viergeschossiger und traufständiger Satteldachbau, mit Balkon, Wappenkartuschen, Treppenturm und verschieferten Schwalbennestern, Hausteingliederungen, italienisierende Neurenaissance, 1914–1915 | D-4-64-000-204 Wikidata | Ehemaliges Landratsamtsgebäude |
| Theresienstraße 39 (Standort) | Mietshaus                      | Viergeschossiger Mansardwalmdach in Ecklage, mit übergiebeltem Mittelrisalit und Balkonreihe, Jugendstil, 1907, von Jakob Brabek                                                                                  | D-4-64-000-205 Wikidata | Mietshaus                      |

### Fabrikvorstadt
| Lage                                           | Objekt                                                 | Beschreibung | Akten-Nr.               | Bild                                                   |
| ---------------------------------------------- | ------------------------------------------------------ | --- | ----------------------- | ------------------------------------------------------ |
| Fabrikzeile 2, 2a, 2b, 4, 6, 6a, 6b (Standort) | Arbeiterwohnhaus                                       | Dreigeschossige Dreiflügelanlage mit Walmdach, Pilastergliederung und Blendbögen, Eingänge asymmetrisch versetzt, Mittelflügel mit Durchgang zum Flussufer, 1858 | D-4-64-000-43 Wikidata  | Arbeiterwohnhaus                                       |
| Lindenstraße 15, 17, 19, 21 (Standort)         | Arbeitermietshäuserkomplex der Neuen Baumwollspinnerei | Dreigeschossige Mansarddachhäuser mit Risaliten und Zwerchhäusern, Hoffassaden mit Treppenhausrisaliten, Ziegel, Jugendstil, um 1910 | D-4-64-000-95 Wikidata  | Arbeitermietshäuserkomplex der Neuen Baumwollspinnerei |
| Oelsnitzer Straße 101 (Standort)               | Tribüne der Sportstätte „Grüne Au“                     | Steh- und Sitzplatztribüne, 70 m lange Holzständerkonstruktion auf Betonsockel, mit 6 m auskragendem, aufsteigenden Pultdach mit Fachwerk-Kragbindern, rückseitig über Eck verbrettert, Seitenwände partiell verglast, Sitzbänke mit Betonwangen und Holzauflage, 1948/49, Sitzplätze der hinteren Ränge später ergänzt | D-4-64-000-410          | weitere Bilder                                         |
| Pestalozziplatz 1 (Standort)                   | „III. Schulhaus“                                       | Zweiflügeliger und dreigeschossiger Flachwalmdachbau mit Mittelrisalit und Dachreiter, Südflügel mit Satteldach und Zwerchhausgiebel, historistisch, 1875 | D-4-64-000-157 Wikidata | „III. Schulhaus“                                       |

### Westendviertel
| Lage                                 | Objekt                                             | Beschreibung | Akten-Nr.               | Bild                                               |
| ------------------------------------ | -------------------------------------------------- | --- | ----------------------- | -------------------------------------------------- |
| Luitpoldstraße 13 (Standort)         | Wohnhaus                                           | In Ecklage, dreigeschossiger Walmdachbau mit kolossaler Pilastergliederung und Risaliten, spätklassizistisch, 1874 | D-4-64-000-137 Wikidata | Wohnhaus                                           |
| Marienstraße 12 (Standort)           | Saalbau der Hofer Gartengesellschaft               | Zweigeschossiger Satteldachbau mit Attika und seitlicher Tordurchfahrt, Neurenaissance, 1863 | D-4-64-000-138 Wikidata | Saalbau der Hofer Gartengesellschaft               |
| Marienstraße 14 (Standort)           | Wohnhaus, ehemaliges Haus des Bürgermeisters Münch | Dreigeschossiger und traufständiger Satteldachbau mit Pilastergliederungen, Neurenaissance, 1863 | D-4-64-000-139 Wikidata | Wohnhaus, ehemaliges Haus des Bürgermeisters Münch |
| Marienstraße 38 (Standort)           | Altstädter Schule, Schulhaus                       | Dreigeschossiger Walmdachbau in Ecklage, mit Risaliten und Putzgliederungen, spätklassizistisch, 1865 | D-4-64-000-140 Wikidata | Altstädter Schule, Schulhaus                       |
| Marienstraße 36 (Standort)           | Altstädter Schule, zugehörige Turnhalle            | Eingeschossiger Flachdachbau mit rundbogiger Fassadengliederung und Mittelrisalit, neuklassizistisch, bezeichnet „1890“; mit der Schule durch eingeschossigen Flachdachbau mit Lisenengliederung verbunden                                              | D-4-64-000-140 Wikidata | Altstädter Schule, zugehörige Turnhalle            |
| Marienstraße 56 (Standort)           | Mietshaus                                          | Dreigeschossiger und traufständiger Satteldachbau mit übergiebeltem Mittelrisalit und Kolossalgliederung, Spätklassizismus, 1882, von Christian Schuster                                                                                                | D-4-64-000-141 Wikidata | Mietshaus                                          |
| Marienstraße 76 (Standort)           | Mietshaus                                          | Dreigeschossiger und traufständiger Satteldachbau mit Eckrisaliten und Kolossalgliederung, neuklassizistisch, 1889, von Christian Schuster | D-4-64-000-142 Wikidata | Mietshaus                                          |
| Schillerstraße 25 (Standort)         | Mietshaus                                          | Dreigeschossiger Mansarddachbau, mit Eckerker und Mittelrisaliten und Kolossalpilastern, Hausteingliederungen, spätklassizistisch, 1887, von Christian Schuster                                                                                         | D-4-64-000-170 Wikidata | Mietshaus                                          |
| Schillerstraße 33, 35, 37 (Standort) | Mietshäuserreihe                                   | Dreigeschossige und traufständige Satteldach- und Mansarddachbauten mit Zwerchhäusern, Erker und figürlichem Dekor, Jugendstil, 1907 von Hermann Schädlich                                                                                              | D-4-64-000-171 Wikidata | Mietshäuserreihe                                   |
| Schillerstraße 45a (Standort)        | Wohnhaus in Ecklage                                | Zweiflügeliger und zweigeschossiger Mansarddachbau mit Risaliten, Zwerchhäusern, Erker und Balkon, Garteneinfriedung mit Pfosten und Okulus mit Rollwerk, Ziegel mit Hausteingliederungen, barockisierender Jugendstil, 1905 von Johann Martin Brecheis | D-4-64-000-172 Wikidata | Wohnhaus in Ecklage                                |
| Schillerstraße 47 (Standort)         | Villa in Eckhaus                                   | Zweigeschossiger Flachwalmdachbau mit Attika, Erker und Säulenportal, Hausteingliederungen, neuklassizistisch, 1899 von N. Ritter | D-4-64-000-173 Wikidata | Villa in Eckhaus                                   |
| Von-der-Tann-Straße 2 (Standort)     | Mietshaus                                          | Dreigeschossiges Walmdachhaus in Ecklage mit kolossale Pilastergliederung, neuklassizistisch, 1879 von Christian Schuster | D-4-64-000-209 Wikidata | Mietshaus                                          |
| Westendstraße 1, 3, 5 (Standort)     | Mietshäuserreihe                                   | Dreigeschossige und traufständige Mansard- und Mansardwalmdachbauten mit Risaliten, Zwerchhäusern und Lisenengliederungen, Jugendstil, 1909 von Emil Schrenk                                                                                            | D-4-64-000-217 Wikidata | Mietshäuserreihe                                   |
| Westendstraße 6 (Standort)           | Villa                                              | Mehrfach gegliederter zweigeschossiger Mansarddachbau, mit Eckrisaliten und Portalvorbau mit Altane, Hausteingliederungen, 1906 von Fritz Kohl, Plauen                                                                                                  | D-4-64-000-218 Wikidata | Villa                                              |
| Westendstraße 6 (Standort)           | Garteneinfriedung                                  | Mauer mit Fensterkranz und Gittern und Torpfeilern | D-4-64-000-218 Wikidata | Garteneinfriedung                                  |

### Münsterviertel
| Lage                              | Objekt                                             | Beschreibung | Akten-Nr.               | Bild           |
| --------------------------------- | -------------------------------------------------- | --- | ----------------------- | -------------- |
| Rosenbühl (Standort)              | Bismarckturm                                       | Quadratischer Turm mit gestuftem Abschluss und dreiseitigen Vorlagen mit Altanen, auf Stufensockel mit frontalem Treppenaufgang und Fensterkranz, bezeichnet „Bismarck“, bossierte Granitquader, mit Merkmalen expressionistischer Architektur, 1914–1921 von Heinrich Stengel und Paul Hofer | D-4-64-000-232 Wikidata | weitere Bilder |
| Parsevalstraße 9 (Standort)       | Villa                                              | Freistehend in Ecklage, zweigeschossig mit ausgebautem Dachgeschoss, zahlreiche Erker, Balkone und Giebel, vielgestaltiges Dach, Heimatstil; um 1910; Im Innern umfangreich erhaltene wandfeste Ausstattung                                                                                   | D-4-64-000-327 Wikidata | Villa          |
| Zeppelinstraße 18, 18a (Standort) | Evangelisch-lutherische Pfarrkirche Christuskirche | Über dem Ort stehend, Saalkirche mit Satteldach und mittlerem Fassadenturm, Untergeschoss mit Gemeinderäumen, seitlich überdachte Treppenaufgänge, Granitquaderbau, 1939; mit Ausstattung | D-4-64-000-220 Wikidata | weitere Bilder |

### Theresienstein
| Lage | Objekt                                                                                  | Beschreibung | Akten-Nr.               | Bild                                                                                    |
| --- | --------------------------------------------------------------------------------------- | --- | ----------------------- | --------------------------------------------------------------------------------------- |
| Alte Plauener Straße 50; Hinterer Theresienstein; Kleiner Eichelberg; Luitpoldhain; Münch-Ferber-Anlage; Nähe Alte Plauener Straße; Nähe Heiligengrabstraße; Schwarzfelslein; Theresienstein; Theresienstein 1; Theresienstein 6; Wießmuth-Anlage; Alfred-Klunker-Anlage; Eichelberg (Standort) | Theresienstein                                                                          | Parkanlage, ursprünglich Fröhlichenstein, östlicher Teil eines großen zonierten Landschaftsgartens vom Theresienstein bis zum Labyrinthberg, 1816 angelegt, 1836 nach der Königin von Bayern umbenannt, 1994 Neugestaltung anlässlich der Landesgartenschau; zur Stadt als Hanggarten gestaltet, sonst dem Hügelkamm angepasst, mit Gartengebäuden und Denkmälern Restaurantgebäude, reich gegliedertes eingeschossiges Satteldachhaus mit Kniestock, Turm, Zwerchhäusern, Terrasse auf rustiziertem Untergeschoss, seitlich Holzpavillons, historisierender Jugendstil, 1903 Dabei Musikpavillon mit durchbrochenem Zierfachwerk Brunnen, zwei Laufbrunnen mit Masken, um 1900 Heerdegen’sches Gartenhaus, Satteldachhaus in Form eines dreisäuligen Prostylos auf gemauerter Terrasse, Massivbau mit Holzgebälk und Holzsäulen, 1837 Säule des ehemaligen Laubmann-Brunnens, Polygonalsockel mit Aufsatz aus hellenisierend-mittelalterlichen Mischformen, um 1860 Gedenktafel für B. A. von Schmidt, bezeichnet mit „1838“, 1990 erneuert; unterhalb des Löwentempels Denkmal für Stadtbaurat Gottlob Thomas, Bronzetafel auf Naturstein, bezeichnet mit „1901“ Weisheitstempel, achteckiger, überkuppelter Pavillon mit dorischen Frontsäulen, 1907, erneuert 1968 Dabei Steinkreuz, stark beschädigt, Kopf fehlt, spätmittelalterlich Bismarckbrücke, einjochige Bogenbrücke am Bismarcksee, Granit, mit Eisenbrüstung, um 1900 Dabei Stifterinschrifttafel, Jugendstil, 1910 Brüstung, polygonal, mit drei Balusterfeldern um 1900; über dem östlichen See beim Eichelberg | D-4-64-000-202 Wikidata | weitere Bilder                                                                          |
| Labyrinth (Standort) | Parkanlage                                                                              | Englischer Landschaftsgarten, um 1875, Fortsetzung des Landschaftsparks Theresienstein, Auf dem höchsten Punkt des Geländes künstliche Burgruine mit Aussichtsturm, bez. 1877, mit eingebautem spätgotischem Tor des abgegangenen Hofer Schlosses und Inschrifttafel für Prinz Ludwig von Bayern, 1899. | D-4-64-000-88 Wikidata  | Parkanlage                                                                              |
| Plauener Straße 1, 5, 7 (Standort) | Friedhof                                                                                | Anlage von 1878, erweitert 1894, 1920 und 1928, mit Grabdenkmälern des 19./20. Jahrhunderts, mit Kriegsgräbern | D-4-64-000-160 Wikidata | Friedhof                                                                                |
| Plauener Straße 1, 5, 7 (Standort) | Kapelle                                                                                 | Saalbau über kreuzförmigem Grundriss, mit Walmdach und Dachreiter, Ziegel mit Hausteingliederungen, neuromanisch, um 1880 | D-4-64-000-160 Wikidata | Kapelle                                                                                 |
| Plauener Straße 1, 5, 7 (Standort) | Krematorium                                                                             | Gestufter Flachdachbau mit zentralem Andachtsraum, Aufbahrungsraum, Eingangsbau und Arkadengängen mit Grabinschriften, bezeichnet „1929“ | D-4-64-000-160 Wikidata | Krematorium                                                                             |
| Plauener Straße 1, 5, 7 (Standort) | Friedhofsverwaltung                                                                     | Eingeschossiger Walmdachbau mit Lisenengliederung, historistisch, um 1878 | D-4-64-000-160 Wikidata | Friedhofsverwaltung                                                                     |
| Plauener Straße 1, 5, 7 (Standort) | Friedhofsmauer                                                                          | Aus unregelmäßigem Quadermauerwerk, bezeichnet „1912“ | D-4-64-000-160 Wikidata | Friedhofsmauer                                                                          |
| Plauener Straße 6 (Standort) | Villa                                                                                   | Blockhaus in Fertigbauweise, zweigeschossiger Satteldachbau mit Schieferdeckung und Zwerchhäusern, erhöhtem Kellergeschoss mit Natursteinverkleidung, Fassade aus Holzschindeln, Landhausstil, 1924 | D-4-64-000-325 Wikidata | Villa                                                                                   |
| Plauener Straße 6 (Standort) | „Neuvalo Blockhaus“                                                                     | 1925, Fertighaus auf massivem Sockel aus rustizierten Quadern, Obergeschoss aus holzverschindelten Bohlenwänden, zweigeschossiger und giebelständiger Satteldachbau mit zwei Zwerchhäusern, Fronttreppe, Dachgeschoss mit Kniestock und Dachüberstand, nach Südwesten Verandaanbau, nach Südosten zweigeschossiger Wintergarten; mit Ausstattung | D-4-64-000-337 Wikidata | „Neuvalo Blockhaus“                                                                     |
| Plauener Straße 6 (Standort) | Garteneinfassung                                                                        | Pfeiler, Granit, mit schmiedeeisernen Toren, neobarocker Jugendstil | D-4-64-000-325 Wikidata | Garteneinfassung                                                                        |
| Sand 19 (Standort) | Villa                                                                                   | Zweigeschossiger und traufständiger Satteldachbau mit Mittelrisalit und Zwerchhaus, Neurenaissance, 1862 | D-4-64-000-168 Wikidata | Villa                                                                                   |
| Sand 21 (Standort) | Wohnhaus, ehemaliges Wohnstallhaus                                                      | Zweigeschossiges und traufständiges Mittelflurhaus mit Krüppelwalmdach, Scheuneneinfahrt über Rampe im Obergeschoss, bezeichnet „1805“ | D-4-64-000-169 Wikidata | Wohnhaus, ehemaliges Wohnstallhaus                                                      |
| Schleizer Straße 53 (Standort) | Wohnhaus, ehemalige Erhardskapelle, nach der Reformation Siechhaus, ab 1788 Arbeitshaus | Profaniert, zweiflügeliger und zweigeschossiger Walmdachbau, bestehend aus der Kapelle mit dreiseitiger Apsis und Wohnhaus mit Pilastergliederung, 15. Jahrhundert | D-4-64-000-174 Wikidata | Wohnhaus, ehemalige Erhardskapelle, nach der Reformation Siechhaus, ab 1788 Arbeitshaus |
| Theresienstein 3 (Standort) | Wohnhaus                                                                                | eingeschossiger, verputzter Satteldachbau im Stil der Neorenaissance, 1895 über ehem. Gär- und Felsenkeller von 1865 errichtet. | D-4-64-000-406          | Wohnhaus                                                                                |

### Anspann
| Lage                                                                   | Objekt                                               | Beschreibung | Akten-Nr.               | Bild                                                 |
| ---------------------------------------------------------------------- | ---------------------------------------------------- | --- | ----------------------- | ---------------------------------------------------- |
| Ernst-Reuter-Straße 23; Stephanstraße, in einer Gartenmauer (Standort) | Denkmal für Generalpostdirektor Heinrich von Stephan | In Form einer spätgotischen Grabplatte | D-4-64-000-333 Wikidata | Denkmal für Generalpostdirektor Heinrich von Stephan |
| Ernst-Reuter-Straße 5 (Standort)                                       | Villa am Anspann                                     | Zweigeschossiger und traufständiger Krüppelwalmdachbau, Mittelrisalit mit dreiseitigem Vorschuss und Zwerchhaus, figürlicher Schmuck, Ziegel mit Hausteingliederungen, Giebelflächen teilweise verbrettert, historisierender Jugendstil, bezeichnet „1902“ | D-4-64-000-248          | Villa am Anspann                                     |
| Nähe Güterbahnhof (Standort)                                           | Ehemaliges Stellwerk                                 | zweigeschossiger, bichromer Sichtziegelbau mit flachem Satteldach, Stichbogenfenstern und gliederndem Formsteindekor, um 1890, 1930 beidseits erweitert | D-4-64-000-408          | BW                                                   |

### Eppenreuth
| Lage                     | Objekt      | Beschreibung | Akten-Nr.               | Bild |
| ------------------------ | ----------- | --- | ----------------------- | ---- |
| Eppenreuth 15 (Standort) | Vierseithof | Zweigeschossiger Wohnstallbau mit Fachwerkobergeschoss und Satteldach, Ende 18. Jahrhundert, Erdgeschoss im 19. Jahrhundert teilweise in Ziegel erneuert | D-4-64-000-221 Wikidata | BW   |
| Eppenreuth 15 (Standort) | Vierseithof | Nebengebäude, Ständerbauten mit Satteldächern, massives Erdgeschoss und Fachwerk mit Ziegel, 19. Jahrhundert                                             | D-4-64-000-221 Wikidata | BW   |

### Hofeck
| Lage                         | Objekt         | Beschreibung | Akten-Nr.               | Bild           |
| ---------------------------- | -------------- | --- | ----------------------- | -------------- |
| Schloßstraße 1, 3 (Standort) | Schloss Hofeck | Gründung des 14. Jahrhunderts: Westtrakt, nach Westen gerundeter zweigeschossiger Walmdachbau mit Pilasterportal, aus der ersten Bauzeit, 14. Jahrhundert; mit Ausstattung | D-4-64-000-222 Wikidata | weitere Bilder |
| Schloßstraße 1, 3 (Standort) | Schloss Hofeck | Mitteltrakt dreigeschossiger Halbwalmdachbau, 16./17. Jahrhundert; mit Ausstattung                                                                                         | D-4-64-000-222 Wikidata | BW             |
| Schloßstraße 1, 3 (Standort) | Schloss Hofeck | Osttrakt zweigeschossiger Halbwalmdachbau, mit rundbogiger Toreinfahrt, im Erdgeschoss ehem. Stallungen, 18. Jahrhundert, 1972 renoviert; mit Ausstattung                  | D-4-64-000-222 Wikidata | BW             |

### Hohensaas
| Lage                 | Objekt                                                          | Beschreibung                                                                     | Akten-Nr.               | Bild           |
| -------------------- | --------------------------------------------------------------- | -------------------------------------------------------------------------------- | ----------------------- | -------------- |
| Hohensaas (Standort) | Jüdischer Friedhof                                              | An der Stadtgrenze gelegen, umfriedete Parkanlage mit Grabsteinen, angelegt 1911 | D-4-64-000-241 Wikidata | weitere Bilder |
| Hohensaas (Standort) | Ehrenmal für die jüdischen Opfer des Zweiten Weltkrieges in Hof | Bronzetafel, nach 1945                                                           | D-4-64-000-241 Wikidata | weitere Bilder |

### Krötenbruck
| Lage                             | Objekt                               | Beschreibung | Akten-Nr.               | Bild                                 |
| -------------------------------- | ------------------------------------ | --- | ----------------------- | ------------------------------------ |
| Robert-Koch-Straße 36 (Standort) | Wohnhaus, ehemaliges Rittergut Sachs | Zweigeschossiger Walmdachbau mit Zwerchgiebel und Altane, rückseitig Treppenhausturm mit Walmdach, Putzgliederungen, zweite Hälfte 17. Jahrhundert; mit Ausstattung | D-4-64-000-223 Wikidata | Wohnhaus, ehemaliges Rittergut Sachs |

### Leimitz
| Lage                                                    | Objekt   | Beschreibung                                                                                                   | Akten-Nr.               | Bild           |
| ------------------------------------------------------- | -------- | --- | ----------------------- | -------------- |
| Wart, auf einer Hügelkuppe südlich des Ortes (Standort) | Wartturm | Aus dem markgräflichen Signalsystem, Rundturm mit leicht vorkragendem Obergeschoss und flachem Kegeldach, 1498 | D-4-64-000-224 Wikidata | weitere Bilder |

### Moschendorf
| Lage                                                                | Objekt                                                         | Beschreibung | Akten-Nr.               | Bild           |
| ------------------------------------------------------------------- | -------------------------------------------------------------- | --- | ----------------------- | -------------- |
| Bahnlinie Bamberg – Hof; Nähe Oberkotzauer Straße; Saale (Standort) | Eisenbahnbrücke                                                | Neunjochige Granitsteinkonstruktion mit flachen segmentbogigen Jochen und spitzen Pfeilervorlegern, um 1845/48, 1938 erweitert                                                                     | D-4-64-000-227 Wikidata | BW             |
| Medlerstraße 15 (Standort)                                          | Evangelisch-lutherische Pfarrkirche Auferstehungskirche        | Walmdachbau mit seitlichem Turm, aus bossierten Granitquadern, 1928; mit Ausstattung; nach Südwesten angebautes Gemeindehaus, eingeschossiger Mansarddachbau, um 1928/30                           | D-4-64-000-225 Wikidata | weitere Bilder |
| Oberkotzauer Straße 66 (Standort)                                   | Schulhaus, heutiger Sitz der Israelitischen Kultusgemeinde Hof | Zweigeschossiger Walmdachbau auf hohem Kellergeschoss mit Polygonalmauerwerk, Treppenhausrisalit und Uhrenerker, Hausteingliederung, neuklassizistisch, Ende 19. Jahrhundert                       | D-4-64-000-262 Wikidata | weitere Bilder |
| Oberkotzauer Straße 95 (Standort)                                   | Moschendorfer Mühle                                            | Langgestreckter zweigeschossiger Krüppelwalmdachbau und Mühlwerk über dem Mühlkanal der Saale, erstes Viertel 19. Jahrhundert                                                                      | D-4-64-000-226 Wikidata | BW             |
| Stelzenhof 1 (Standort)                                             | Stelzenhof                                                     | Herrschaftliches, zweigeschossiges Mansardwalmdachhaus mit Attika und Hausteingliederungen, spätbarock, Anfang 18. Jahrhundert; ursprünglich mit von Wirtschaftsgebäuden umgebenem Vorhof versehen | D-4-64-000-233 Wikidata | weitere Bilder |

### Neuhof
| Lage                                            | Objekt                                             | Beschreibung | Akten-Nr.               | Bild                                           |
| ----------------------------------------------- | -------------------------------------------------- | --- | ----------------------- | ---------------------------------------------- |
| Dr.-Enders-Straße 57 (Standort)                 | Wohnhaus                                           | Ehemaliges Beamtenwohnhaus der Spinnerei Neuhof, zweigeschossiger und giebelständiger Satteldachbau mit Lisenengliederung, Eingang mit zweigeschossigem Fachwerkerker, um 1900 | D-4-64-000-279 Wikidata | Wohnhaus                                       |
| Dr.-Enders-Straße 57a (Standort)                | Ehemalige Direktorenvilla der Spinnerei Neuhof     | Würfelförmige und zweigeschossige Villa mit flachgeneigtem Zeltdach und Kniestock, Parktreppe, Altane, Erker und zweigeschossigem Wintergarten, reduzierter Historismus, 1920 nach Plänen von H. Felsenstein | D-4-64-000-278 Wikidata | BW                                             |
| Dr.-Enders-Straße 61, 63, 65, 67, 59 (Standort) | Spinnerei Neuhof                                   | Gruppe von Industriebauten unterschiedlicher Entstehungszeit, 1896 bis ca. 1950, östlich der firmeneigenen Gleisanlagen verschiedene zugehörige Produktions-, Lager- und Verwaltungsbauten; Spinnereihochbau, viergeschossiger monumentaler Sichtziegelbau mit 44 Achsen, Flachdach, Ecktürmen, mittigen Treppenhäusern und Lisenengliederung, Sichtziegel, 1896/1905; mit technischer Ausstattung | D-4-64-000-280 Wikidata | Spinnerei Neuhof                               |
| Dr.-Enders-Straße 61, 63, 65, 6, 59 (Standort)  | Spinnerei Neuhof, Büro- und Verwaltungsgebäude     | Dreiteiliger und zweigeschossiger Sichtziegelbau mit Mezzanin und Flachdach, Pilastergliederung, auf der Rückseite mittig um ein Geschoss erhöht | D-4-64-000-280 Wikidata | Spinnerei Neuhof, Büro- und Verwaltungsgebäude |
| Dr.-Enders-Straße 61, 63, 65, 67, 59 (Standort) | Spinnerei Neuhof, Büro- und Verwaltungsgebäude     | Dreiteiliger und zweigeschossiger Sichtziegelbau mit Mezzanin und Flachdach, Pilastergliederung, auf der Rückseite mittig um ein Geschoss erhöht | D-4-64-000-280 Wikidata | BW                                             |
| Dr.-Enders-Straße 61, 63, 65, 67, 59 (Standort) | Spinnerei Neuhof, Schlosserei und Technisches Büro | Zweigeschossiger Sichtziegelbau mit Mezzanin und Pilastergliederung | D-4-64-000-280 Wikidata | BW                                             |
| Dr.-Enders-Straße 61, 63, 65, 67 59 (Standort)  | Spinnerei Neuhof, ehemaliges Kesselhaus            | Gestufter Sichtziegelbau mit Dachlüftung, Tafelfenstern und Schornstein, vorgelagert Laderampen auf Polygonalmauerwerksockel | D-4-64-000-280 Wikidata | BW                                             |
| Dr.-Enders-Straße 61, 63, 65, 67, 59 (Standort) | Spinnerei Neuhof, Lagerhaus und Mischanlage        | Eingeschossiger, Sattel- und Flachdachbau aus Sichtziegeln, mit Tafelfenstern, an der Südostecke Turm mit offenem Obergeschoss; Garage, eingeschossiger Sichtziegelbau mit zwei Toren und Pilastergliederung | D-4-64-000-280 Wikidata | BW                                             |
| Dr.-Enders-Straße 61, 63, 65, 67, 59 (Standort) | Spinnerei Neuhof, Garagengebäude                   | Dreiteiliger Sichtziegelbau mit Flachwalmdach, Kopfbau (Nr. 61) zweigeschossig, mit Garagentoren und Pilastergliederung | D-4-64-000-280 Wikidata | BW                                             |
| Dr.-Enders-Straße 61, 63, 65, 67, 59 (Standort) | Spinnerei Neuhof, Remisengebäude (Nr. 63 und 65)   | Eingeschossig, rückseitig mit vermauerten stichbogigen Einfahrten, Pilastergliederung, teilweise modern erneuert, Werkstatt, eingeschossiger Fachwerkbau mit Sichtziegelausfachung | D-4-64-000-280 Wikidata | BW                                             |
| Dr.-Enders-Straße 61, 63, 65, 67, 59 (Standort) | Spinnerei Neuhof, Pförtnerhaus                     | Um 1950, eingeschossiger Sichtziegelbau mit Walmdach und überdachtem Durchgang | D-4-64-000-280 Wikidata | Spinnerei Neuhof, Pförtnerhaus                 |

### Osseck
| Lage                       | Objekt     | Beschreibung                                                                                     | Akten-Nr.               | Bild       |
| -------------------------- | ---------- | ------------------------------------------------------------------------------------------------ | ----------------------- | ---------- |
| Birkigtweg 1, 3 (Standort) | Bauernhaus | Zweigeschossiger massiver Wohnstallbau mit Krüppelwalmdach, Ende 18. Jahrhundert, 1950 verändert | D-4-64-000-228 Wikidata | Bauernhaus |

### Pirk
| Lage              | Objekt       | Beschreibung                                                                                                 | Akten-Nr.               | Bild         |
| ----------------- | ------------ | --- | ----------------------- | ------------ |
| Pirk 1 (Standort) | Dreiseithof  | Bauernhaus, zweigeschossiger Wohnstallbau mit Krüppelwalm, bezeichnet „1819“                                 | D-4-64-000-229 Wikidata | Dreiseithof  |
| Pirk 1 (Standort) | Dreiseithof  | Nebengebäude, Scheunen und Stall, Ständerbauten mit Satteldach auf massivem Erdgeschoss, 19./20. Jahrhundert | D-4-64-000-229 Wikidata | Dreiseithof  |
| Pirk 3 (Standort) | Bauernhaus   | Zweigeschossiger und traufständiger Wohnstallbau mit Krüppelwalm, Giebel Fachwerk, Anfang 19. Jahrhundert    | D-4-64-000-230 Wikidata | Bauernhaus   |
| Pirk 3 (Standort) | Nebengebäude | Ständerbauten mit Satteldach, teilweise auf massivem Erdgeschoss, 19./20. Jahrhundert                        | D-4-64-000-230 Wikidata | Nebengebäude |
| Pirk 6 (Standort) | Gasthof      | Zwei zueinander im Winkel stehende zweigeschossige Flügel mit Krüppelwalmen, bezeichnet „1818“ und „1826“    | D-4-64-000-231 Wikidata | Gasthof      |

### Unterkotzau
| Lage | Objekt                    | Beschreibung | Akten-Nr.               | Bild                      |
| --- | ------------------------- | --- | ----------------------- | ------------------------- |
| Am Saaleufer 5 (Standort)                                                                                          | Wohnhaus, ehemalige Mühle | Langgestreckter zweigeschossiger Walmdachbau mit erhöhtem Erdgeschoss und Fachwerkobergeschoss, Ende 18. Jahrhundert                                   | D-4-64-000-236 Wikidata | Wohnhaus, ehemalige Mühle |
| Bahnlinie Leipzig-Connewitz – Hof; Mühlgraben; Saale (Standort)                                                    | Eisenbahnbrücke           | Steinkonstruktion mit acht spitzbogigen Jochen, gotisierend, um 1848, teilweise erneuert                                                               | D-4-64-000-239 Wikidata | Eisenbahnbrücke           |
| Pieverhaus; Wehr, nordwestlich der Ortschaft zwischen der Straße nach Brunnenthal und Sächsischer Saale (Standort) | Fischereigrenzstein       | Bezeichnet „1734“, mit Wappen, Initialen und zwei Fischen                                                                                              | D-4-64-000-263 Wikidata | BW                        |
| Steinbergstraße 8 (Standort)                                                                                       | Wohnstallhaus             | Zweigeschossiger Krüppelwalmdachbau mit verputztem Fachwerkobergeschoss, um 1800                                                                       | D-4-64-000-235 Wikidata | Wohnstallhaus             |
| Zedtwitzer Straße 2 (Standort)                                                                                     | Bauernhaus                | Zweigeschossiger Wohnstallbau mit teilweise verschiefertem Fachwerkobergeschoss und Krüppelwalmdach, Ende 18. Jahrhundert                              | D-4-64-000-237 Wikidata | Bauernhaus                |
| Zedtwitzer Straße 2 (Standort)                                                                                     | Hofmauer                  | Ziegel mit zweifarbiger Lisenengliederung, spätes 19. Jahrhundert                                                                                      | D-4-64-000-237 Wikidata | Hofmauer                  |
| Zedtwitzer Straße 3 (Standort)                                                                                     | Bauernhaus                | Zweigeschossiger und giebelständiger Satteldachbau mit Fachwerkobergeschoss, Ende 18. Jahrhundert Ehemaliger Wohnstallbau, jetzt zum Wohnhaus verkürzt | D-4-64-000-238 Wikidata | Bauernhaus                |

### Wölbattendorf
| Lage                                                          | Objekt     | Beschreibung                                                               | Akten-Nr.               | Bild           |
| ------------------------------------------------------------- | ---------- | -------------------------------------------------------------------------- | ----------------------- | -------------- |
| Lerchenberg; an der alten Straße nach Leupoldsgrün (Standort) | Steinkreuz | Lateinische Form mit Ritzzeichnung, rechter Arm fehlt, spätmittelalterlich | D-4-64-000-240 Wikidata | weitere Bilder |

## Ehemalige Baudenkmäler
In diesem Abschnitt sind Objekte aufgeführt, die früher einmal in der Denkmalliste eingetragen waren, jetzt aber nicht mehr. Objekte, die in anderem Zusammenhang – also z. B. als Teil eines Baudenkmals – weiter eingetragen sind, sollen hier nicht aufgeführt werden. Aktennummern in diesem Abschnitt sind ehemalige, jetzt nicht mehr gültige Aktennummern.

| Lage                           | Objekt   | Beschreibung | Akten-Nr.               | Bild           |
| ------------------------------ | -------- | --- | ----------------------- | -------------- |
| Hof Altstadt 30 (Standort)     | Kaufhaus | Blockrandbebauung, fünfgeschossiger streng gerasteter Stahlbetonbau mit Flachdach, sogenannte Curtainwall-Fassade aus Aluminium und Glas, 1959–1964 von Hermann Wunderlich für die Kaufhof AG Köln errichtet; mit technischer Ausstattung | D-4-64-000-306 Wikidata | weitere Bilder |
| Hof Auguststraße 32 (Standort) | Wohnhaus | Zweigeschossiger und traufständiger Krüppelwalmdachbau mit Mittelrisalit und Zwerchhaus, um 1825, mit rückwärtigem zweigeschossigem Satteldachbau, um 1850                                                                                | D-4-64-000-20 Wikidata  | Wohnhaus       |
| Hof Ludwigstraße 75 (Standort) | Wohnhaus | Dreigeschossiger und traufständiger Satteldachbau mit Rundbogentor und gewölbter Durchfahrt, um 1825 | D-4-64-000-134 Wikidata | Wohnhaus       |

## Abgegangene Baudenkmäler
In diesem Abschnitt sind Objekte aufgeführt, die früher einmal in der Denkmalliste eingetragen waren, jetzt aber nicht mehr existieren, z. B. weil sie abgebrochen wurden. Aktennummern in diesem Abschnitt sind ehemalige, jetzt nicht mehr gültige Aktennummern.

| Lage                                | Objekt                | Beschreibung | Akten-Nr.               | Bild           |
| ----------------------------------- | --------------------- | --- | ----------------------- | -------------- |
| Hof Sigmundsgraben 24 (Standort)    | ehemaliger Poststall  | Zweigeschossiges und giebelständiges Mansarddachhaus, Giebel mit Aufzugsöffnung, Fachwerk, 18. Jahrhundert; abgebrochen ca. 2009 | D-4-64-000-194 Wikidata | BW             |
| Hof Sigmundsgraben 24 (Standort)    | ehemaliges Färberhaus | östlich an den Poststall angebaut, zweigeschossiges Satteldachhaus, teilweise Fachwerk, 18. Jahrhundert; abgebrochen ca. 2009 | D-4-64-000-194 Wikidata | BW             |
| Hof Bahnhofstraße 10, 12 (Standort) | Ringlokschuppen       | Eingeschossiger Sichtziegelbau mit Satteldach, 28 teilweise vermauerten Loktoren mit segmentbogigen Hausteinrahmungen, Holzflügeln und Tafelglas, Giebel- und Rückseiten mit Lisenengliederung, 1884 Nr. 10 Verwaltungsgebäude, gegliederter Sichtziegelbau mit Hausteingliederungen, zweigeschossige Pavillons mit Zeltdach, Zwischenflügel eingeschossig mit Mezzanin nach Süden eingeschossiger Werkstattbau mit flachem Walmdach und Lisenengliederung, nachträglich zweigeschossig unterteilt, historistisch, 1884 abgebrochen 2020/2021 | D-4-64-000-265 Wikidata | weitere Bilder |